# Plastyka z kości słoniowej

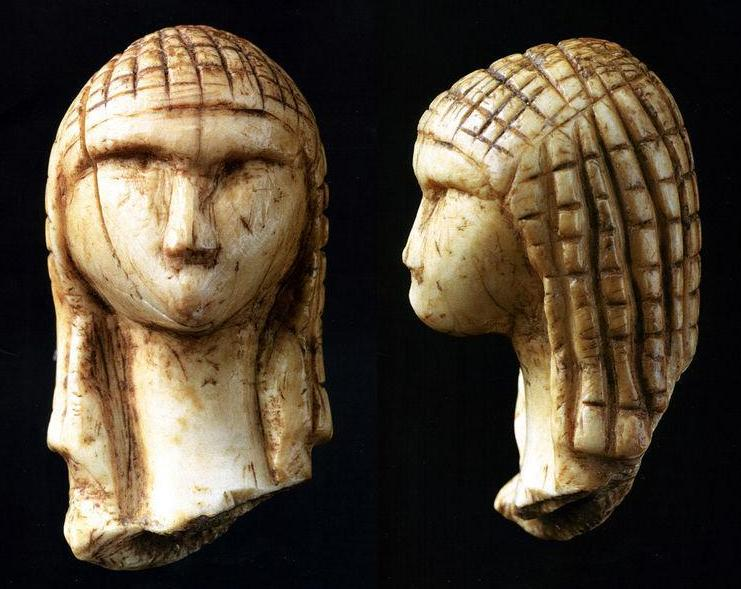
Wenus z Brassempouy, około 25 tys. p.n.e.

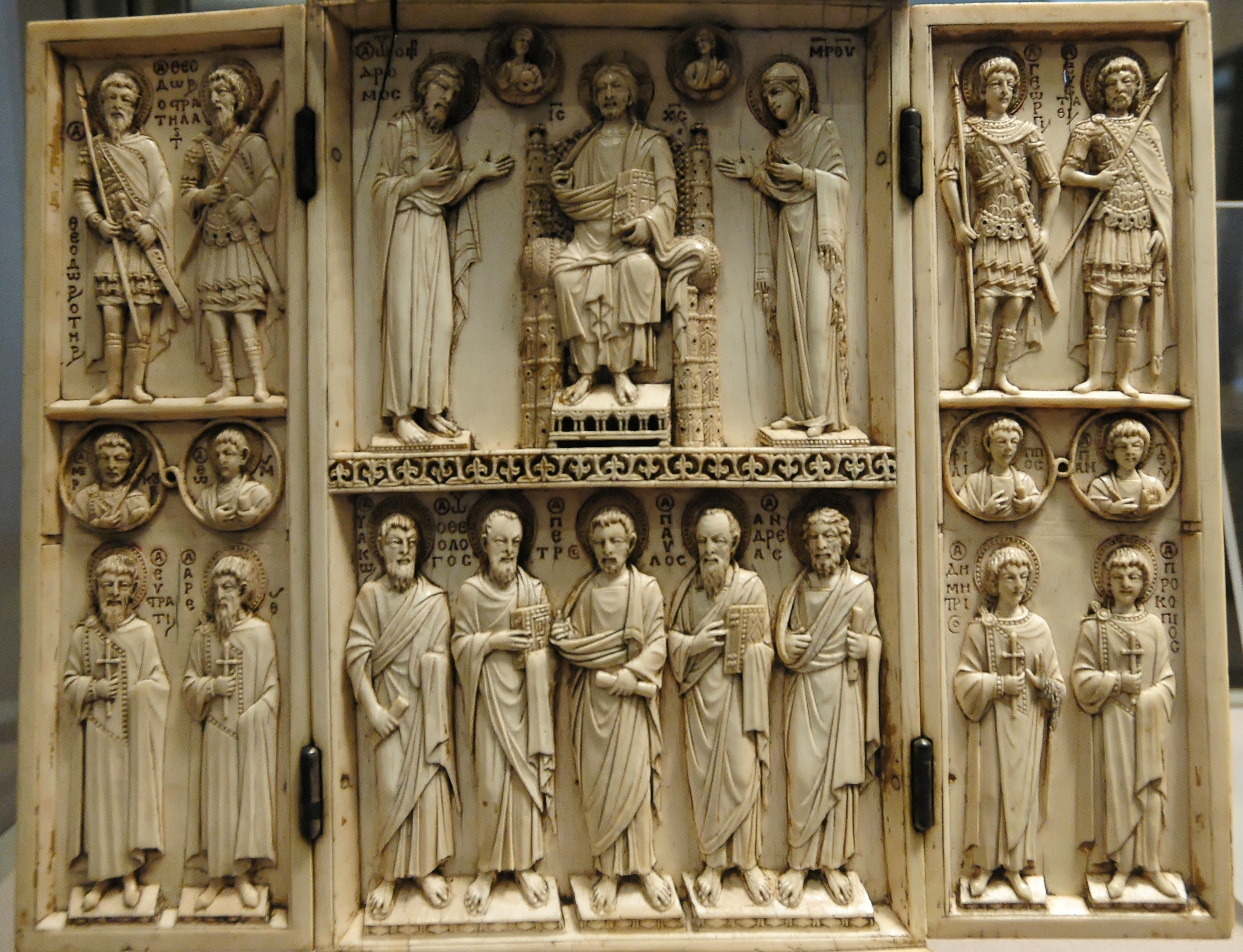
Bizantyjski Tryptyk Harbaville

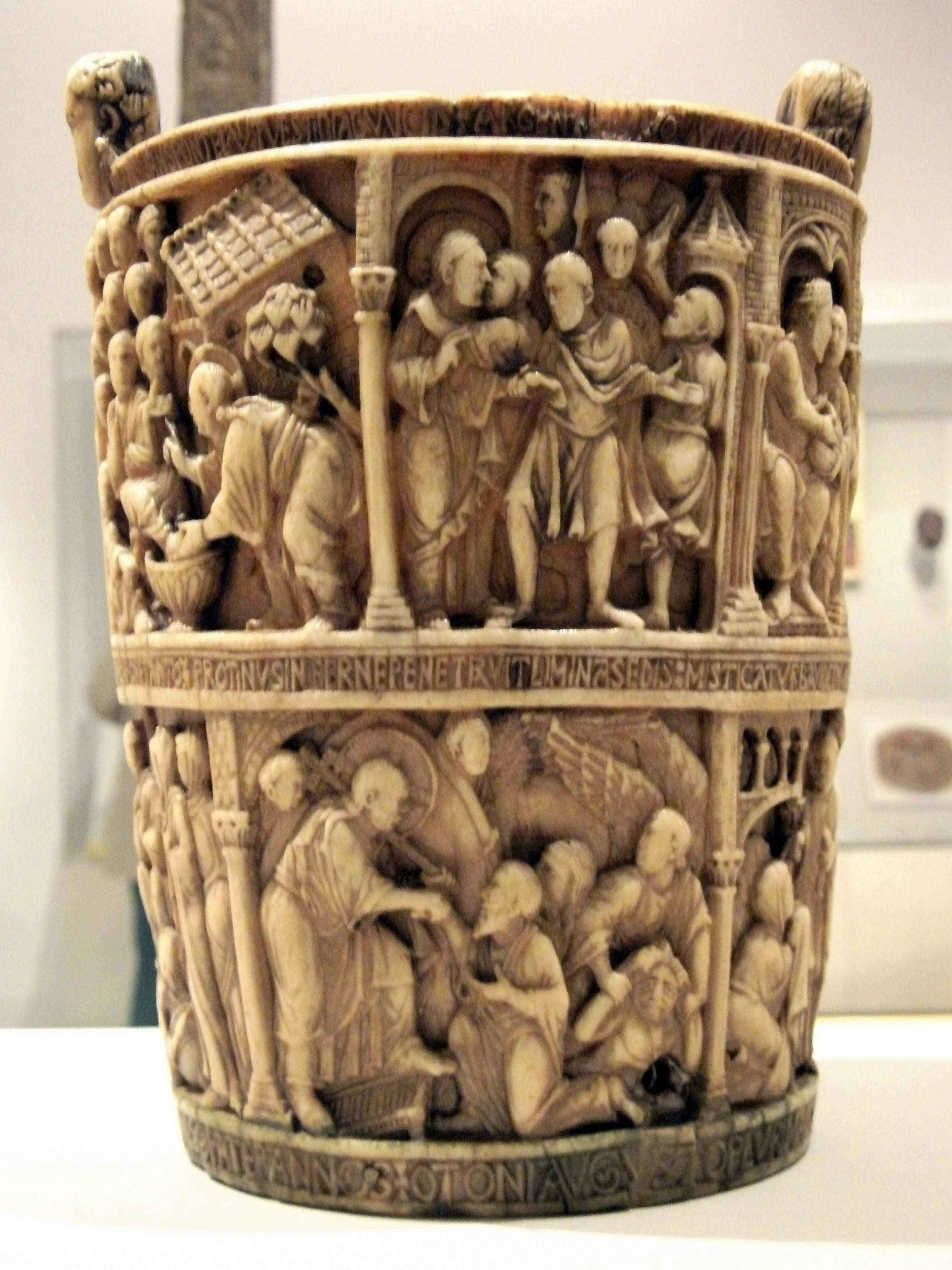
Ottońska tzw. Situla Baziliewskiego, X w.

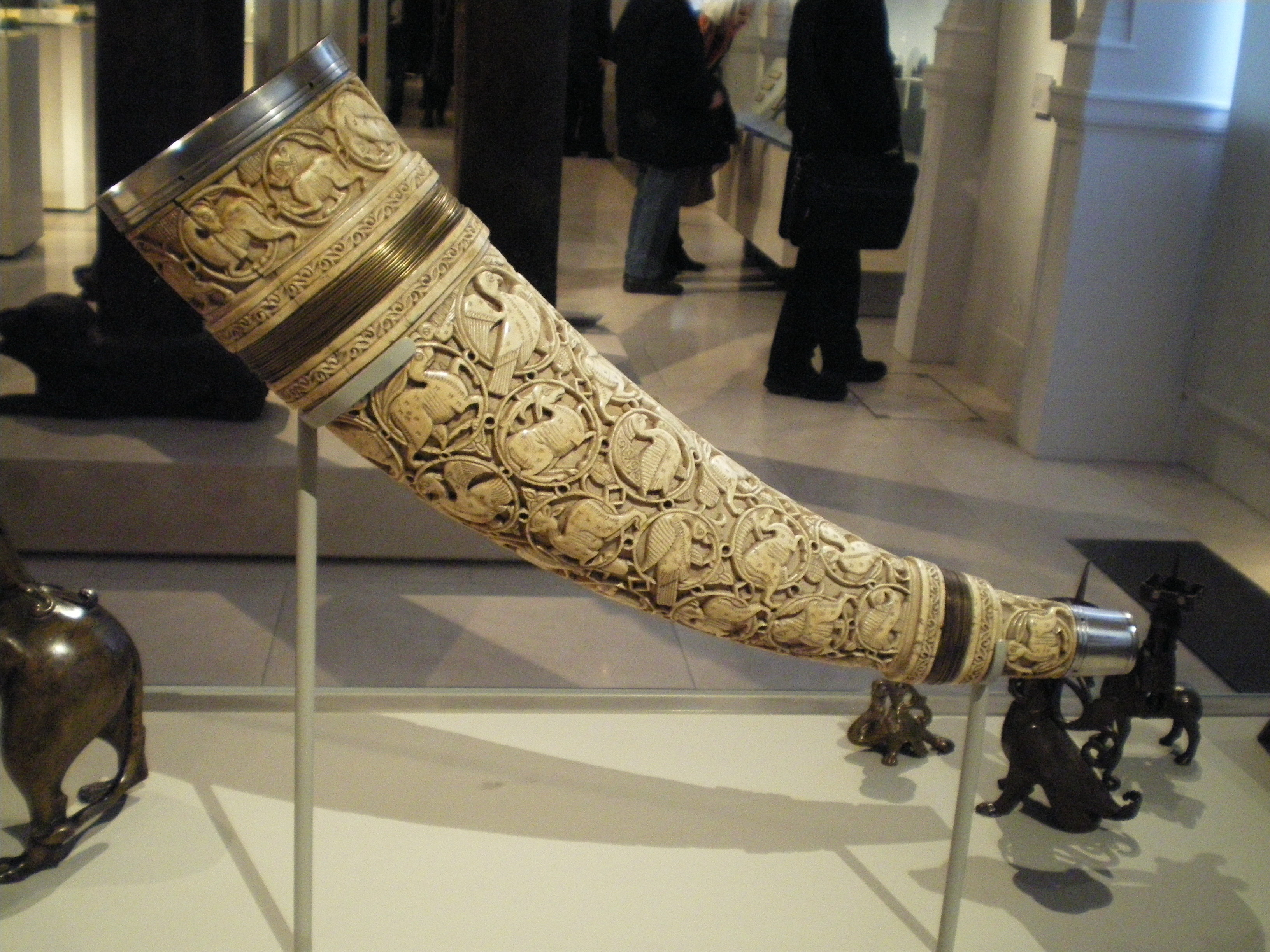
Normańsko-arabski róg typu olifant. Południowe Włochy lub Sycylia, XI w. Muzeum Wiktorii i Alberta

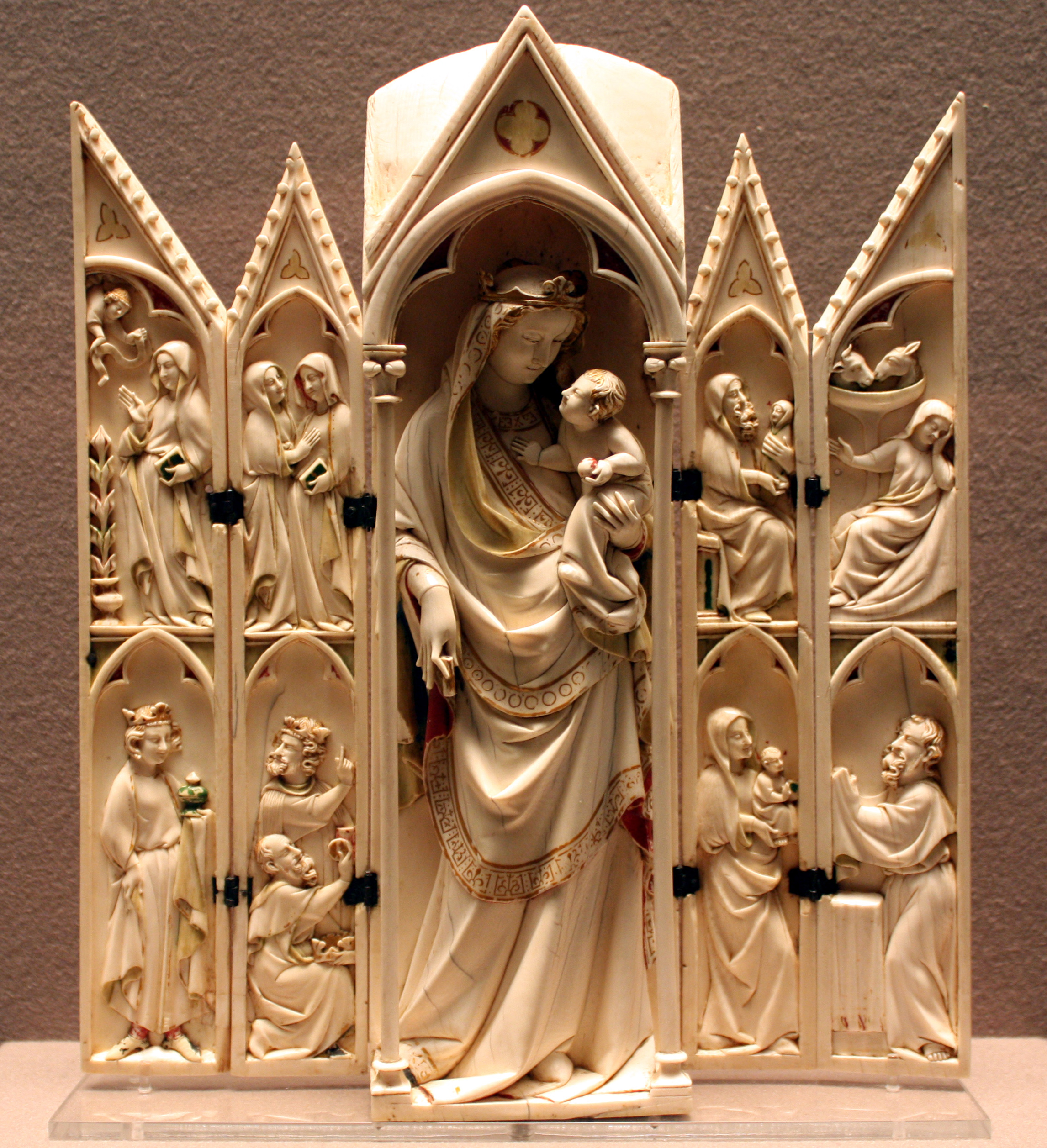
Gotycki Poliptyk z Marią i Dzieciątkiem Jezus w Luwrze, 1340 r.

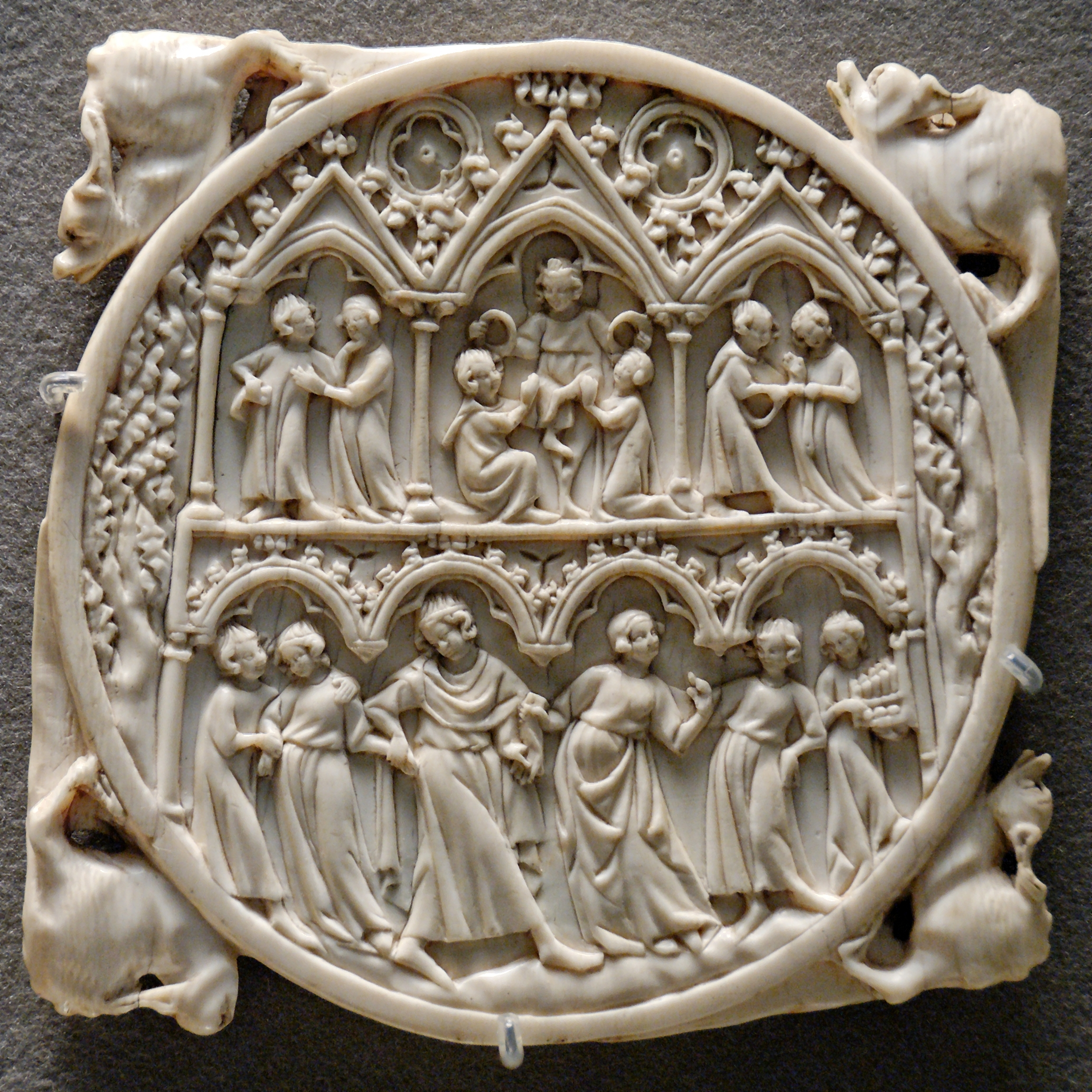
Przykrywka lustra z dworskimi scenami miłosnymi, XIV w.

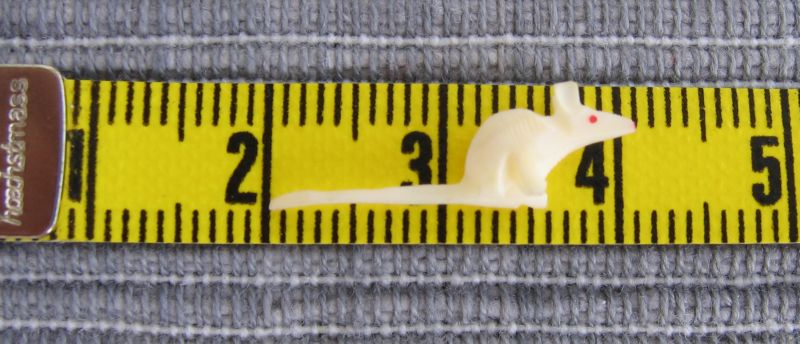
Miniaturowa mysz z kości słoniowej, XX w.

Plastyka z kości słoniowej – jedna z odmian rzeźby i rzemiosła artystycznego polegająca na wykonywaniu wyrobów z kości słoniowej (m.in. z ciosów słoni), za pomocą ostrych narzędzi umożliwiających skomplikowaną obróbkę materiału.
Wyroby z kości słoniowej były wykonywane już w okresie prehistorycznym, są to głównie elementy biżuterii oraz wyroby codziennego użytku, wykonane z ostrych kamieni, lub później z metalowych narzędzi. W okresie starożytności następuje rozwój tej odmiany plastyki, głównie w dobie Cesarstwa Rzymskiego. W okresie średniowiecza kość słoniową preferowano zarówno w Bizancjum jak w Europie Łacińskiej (sztuka karolińska, ottońska, romańska). Na wielką skalę preferowano ten materiał w okresie gotyku, zarówno w środowiskach świeckich (głównie na dworach królewskich i książęcych), jak kościelnych. Poza Europą preferowano na Bliskim Wschodzie (gł. na obszarach objętych islamem), a także w Indiach i Chinach.

## Materiał
Pod pojęciem kość słoniowa de facto nie definiuje się wyłącznie zębów, ciosów, kości słoni, ale również innych wielkich ssaków i ryb Azji (kaszalotów), Afryki (np. hipopotamów) i obszarów polarnych (gł. morsów, narwalów). W prehistorii kość pozyskiwano głównie z mamutów. Najlepszym przykładem jest licząca około 25 tysięcy lat Wenus z Brassempouy (jedno z najstarszych realistycznych przedstawień ludzkiej twarzy), wykonana z kości mamuta prawdopodobnie wkrótce po jego zabiciu. Zęby i ciosy zwierząt składają się z trzech części: zewnętrznej (szkliwa), następnie głównej części (zębiny) oraz rdzenia (korzenia). Do celów plastycznych w większości przypadków używa się zębiny i rdzenia, natomiast szkliwo ze względu na twardość było często usuwane. Zęby i ciosy słoni były najczęściej preferowanym materiałem ze względu na ich miękkość, co umożliwiało skomplikowaną obróbkę. Identyfikacja gatunków zwierząt, od których pochodzi materiał jest zazwyczaj określona przez badania ultrafioletem, albo przez wgląd na odcień barwy.
Na terenie Eurazji materiał był pozyskiwany głównie z ciosów słoni w Indiach, w czasach rzymskich, sprowadzano z Afryki Północnej, od XVIII wieku z większości obszarów tego kontynentu. Znaczenie i wartość materiału zyskało swoją wielkość we wczesnym średniowieczu w Europie Zachodniej, oprócz kością ze słonia handlowano podobnym materiałem z morsów. Handel materiałem i wyrobami objął nie tylko Europę Zachodnią (gł. południowa Anglia i północna Francja i Niemcy), ale także Grenlandię i Skandynawię. W XIX wieku w Syberii i obszarach arktycznych Ameryki, ciosy mamuta wydobywano spod wiecznej zmarzliny następnie handlowano. Na obszarach, gdzie nie był dostęp do pozyskiwania materiału ze słonia, lub ze względu na wysoką wartość handlową była preferowana jako substytut kość z kaszalota lub poroża.

## Historia i zabytki

### Prehistoria i starożytność
W młodszej epoce kamienia (ok. 40 000-30 000 lat temu) z kości mamuciej wykonywano częstokroć broń (oszczepy, grota włóczni etc.) głównie na terenach alpejskich Francji. Do najstarszych dzieł plastyki z kości słoniowej zalicza się 11 figurek zwierząt wykonanych w kości mamuciej z jaskini Vogelherdhöhle koło Niederstotzingen, liczące około 32 000 lat. Ponadto w okolicach Lonetal odnaleziono liczące 4,8 cm figurki koników, a także o zbliżonej wielkości figurka mamuta, lwa jaskiniowego, jelenia, niedźwiedzia i bizona. Do najstarszych przykładów przedstawień figuralnych zalicza się figurki chimer liczące 32 000 lat wykonane z kości mamuciej, znalezione w Hohlenstein-Stadel, koło Lonetal. Z ciosa mamuta włochatego wykonana jest licząca około 34 000 lat Wenus z Hohle Fels. W czasach Starożytnego Egiptu ze względu na łatwość dostępu materiału wykonywano głównie biżuterię, a także naczynia codziennego użytku: kufry, grzebienie (m.in. z Abydos z czasów Dżeta), elementy garderoby, broni, a także plakietki ze scenami figuralnymi (m.in. z Nakady z okresu panowania Ahy), hieroglifowe (plakiety z czasów panowania Dena, Semercheta, Ka’a), pełnoplastyczne figurki bóstw (oparcie na głowę ze skarbca Tutanchamona) i inne (m.in. figurka nagiej kobiety w Luwrze). Grecy preferowali sztukę z kości słoniowej co poświadczają pisma m.in. Homera, który wspomina o różnych elementach biżuterii wykonywanych zarówno z białej, jak polichromowanej kości słoniowej. W starożytności preferowana była chryzelefantyna, odmiana plastyki z kości słoniowej gdzie łączono główny materiał z elementami złoconymi, kameryzowanymi etc. Prócz rzeźby statuarycznej (gł. posągi kultowe) chryzoelefantynę preferowano w rzemiośle (m.in. elementy ubioru, zastaw stołowych). Do przykładów dzieł wykonanych taką techniką należą Atena Partenos, monumentalna rzeźba greckiej bogini Ateny wykonana przez Fidiasza, a także elementy dekoracji wnętrza Partenonu w Atenach. Znane są też przykłady oddziaływania greckiej plastyki z kości słoniowej na północną Europę, czego przykładem są związane z kulturą halsztacką importowane naczynia znalezione w grobowcu w Grafenbühl koło Asperg. W Starożytnym Rzymie, upowszechniła się tego typu plastyka. Wspomina o niej m.in. Pliniusz Starszy ( Naturalis historia 36, 29) Oprócz wyrobów codziennego użytku, instrumentów muzycznych (m.in. flety, liry), elementów umeblowania, wystroju wnętrza, kufrów, skrzyni, biżuterii (uzupełnianych często kamieniami szlachetnymi). Zainteresowanie kulturą starożytnej Grecji poświadczają liczne kopie m.in. zminiaturyzowana kopia figurki Apolla Licejskiego Praksytelesa (ok. III w. p.n.e.) Oprócz chryzoelefantyny preferowano technikę reliefu. Prestiż tego materiału poświadczają wyroby wykonane dla cesarzy i najwyższych urzędników. Od IV wieku n.e. powstawały tzw. dyptyki konsularne, wytwarzane z okazji objęcia urzędu przez konsula, czego przykładem są m.in. dyptyki Bazyliusza z 480 roku, wykonany siedem lat później dla konsula Boecjusza, czy też Areobindusa z 506 roku. Również na Bliskim Wschodzie upowszechniła się kość słoniowa, o czym wspomina m.in. Biblia. W Starym Testamencie kość słoniowa była wielokrotnie wzmiankowana, m.in. w Pierwszej Księdze Królewskiej, gdzie wspomniany został wykonany z tego materiału tron króla Salomona (1 Krl 10, 18). Rzymską tradycję antyczną przejęła sztuka starochrześcijańska, zarówno w wielu formach, jak w wielu treściach, w sposób synkretyczny adaptowano dawne motywy do nowych potrzeb. Tradycja dyptyku konsularnego dała asumpt do produkcji niewielkich, przenośnych ołtarzyków z reliefowymi przedstawieniami religijnymi (m.in. wizerunkowi Chrystusa towarzyszyło wyobrażenie Theotokos). Jednym z ważniejszych przykładów jest dyptyk Barberini. Również mające antyczną genezę pyxisy z kości słoniowej wykonywano dla funkcji liturgicznych (m.in. do przechowania hostii). Księgi zdobiono plakietami, które umieszczano zazwyczaj pośrodku przedniej i tylnej strony oprawy. Ważnym ośrodkiem plastyki z kości słoniowej była Rawenna, gdzie powstał m.in. monumentalny tron biskupi dla Maksymiana (546–552).

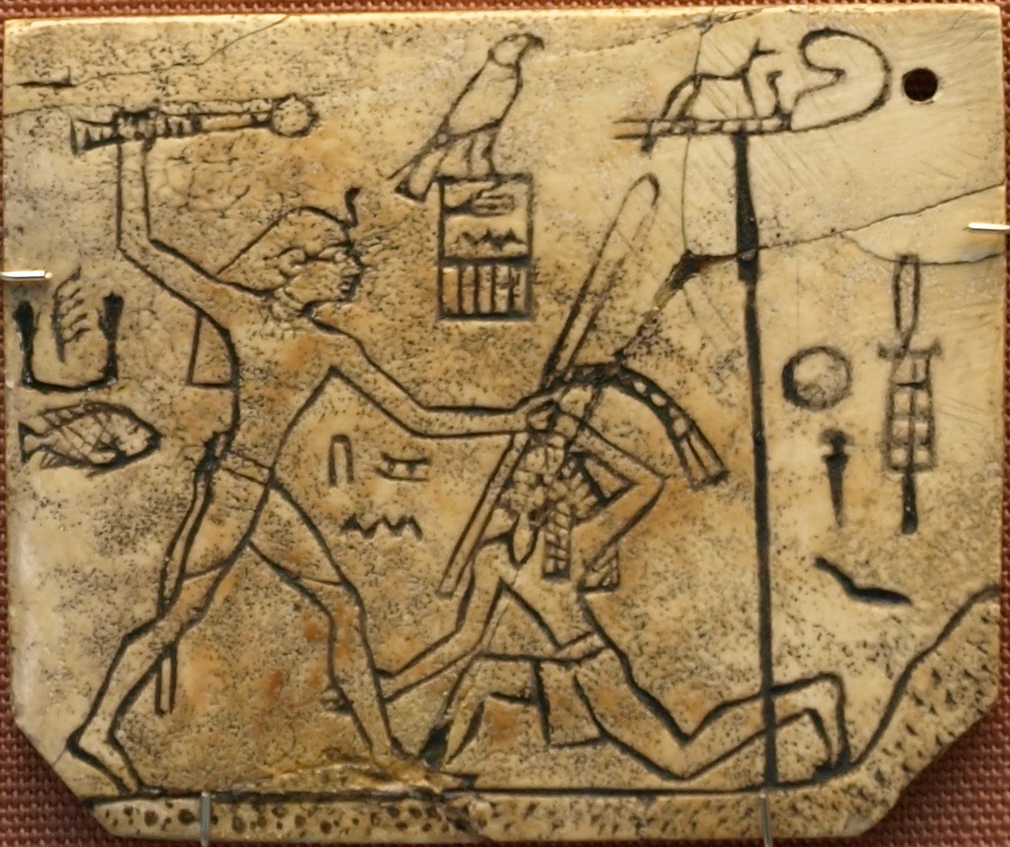
Egipska tabliczka figuralna z ok. 3000 r. p.n.e.
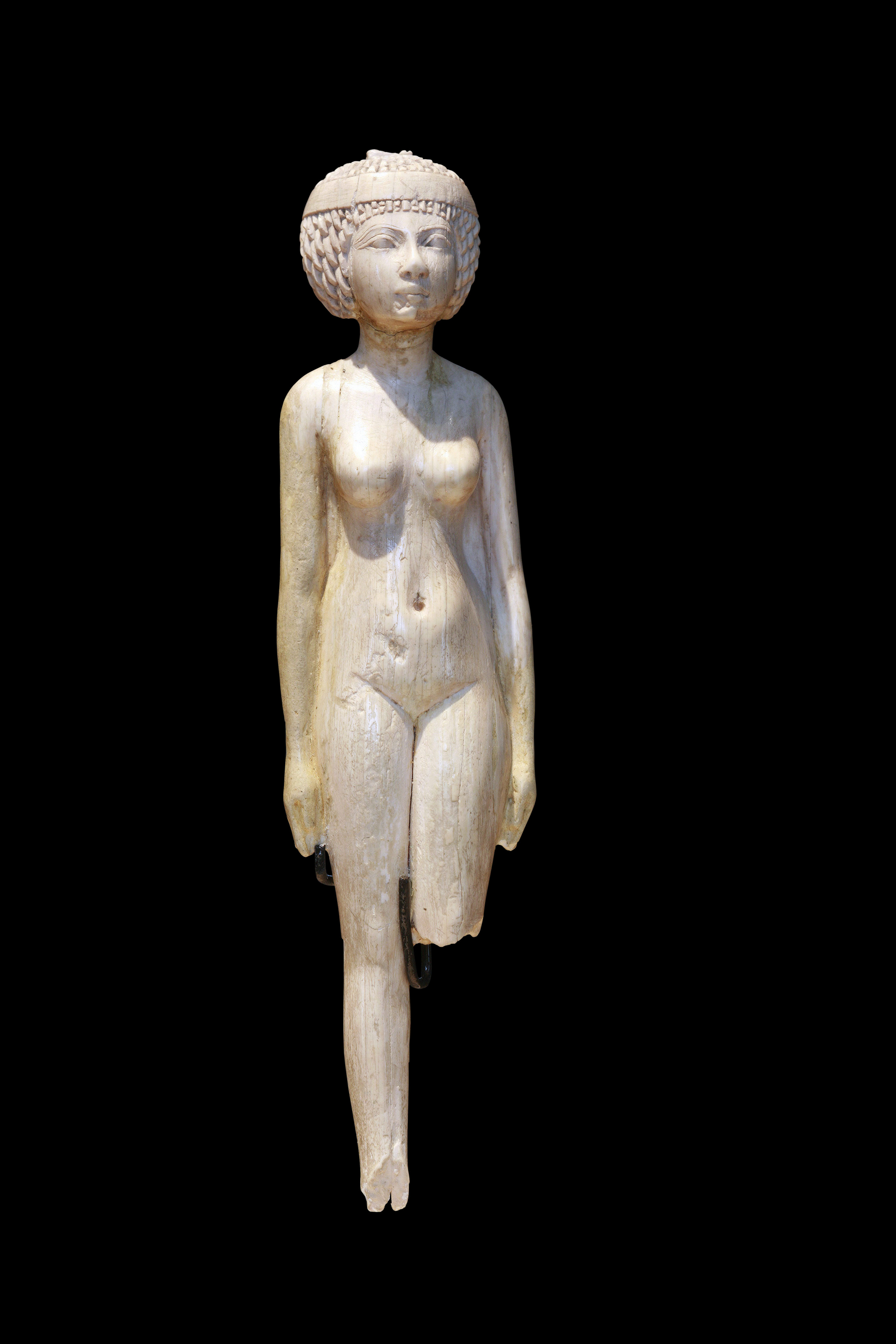
Naga kobieta około 1300 p.n.e.
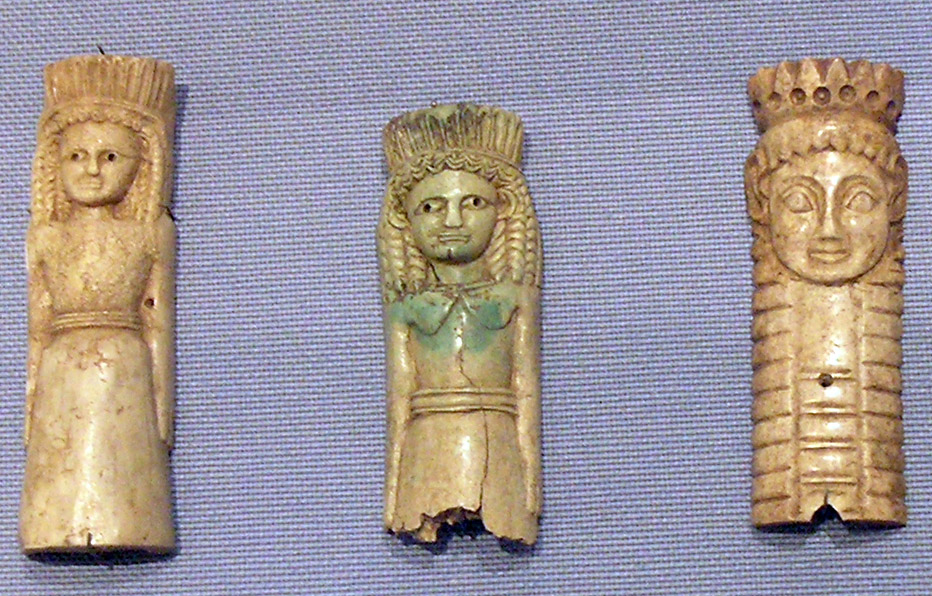
Greckie figurki Artemidy, V w. p.n.e.
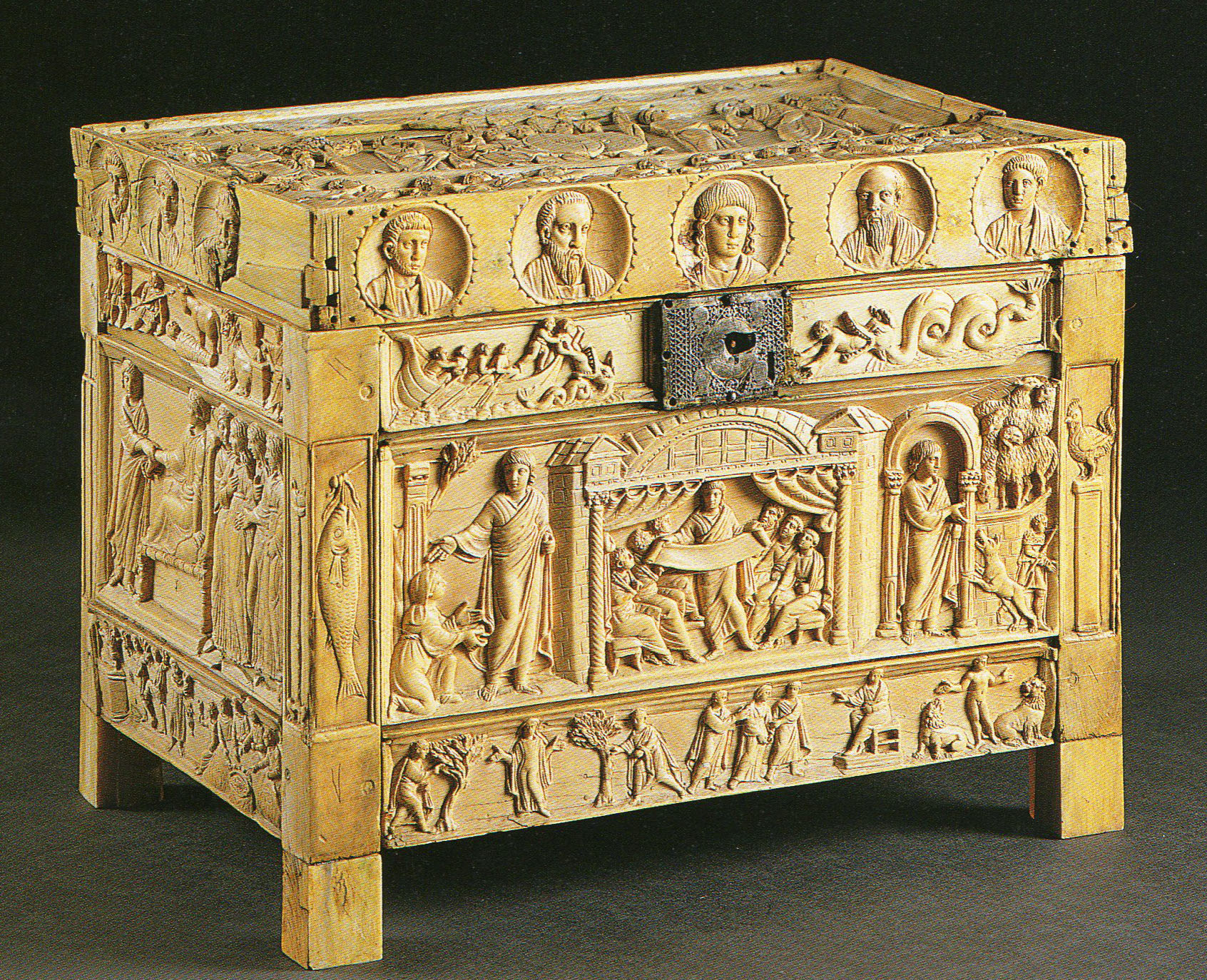
Późnorzymska tzw. Lipsanotheka z Brescii, IV w.

### Średniowiecze
W okresie średniowiecza, plastyka z kości słoniowej przeżyła rozkwit, zarówno w łacińskim jak greckim obszarze kulturowym Europy. Tradycje antyczna i starochrześcijańska znacznym stopniu ukształtowała tego typu plastykę, głównie w Bizancjum, gdzie głównym ośrodkiem artystycznym stał się Konstantynopol, gdzie również wykonywano dzieła z kości słoniowej.

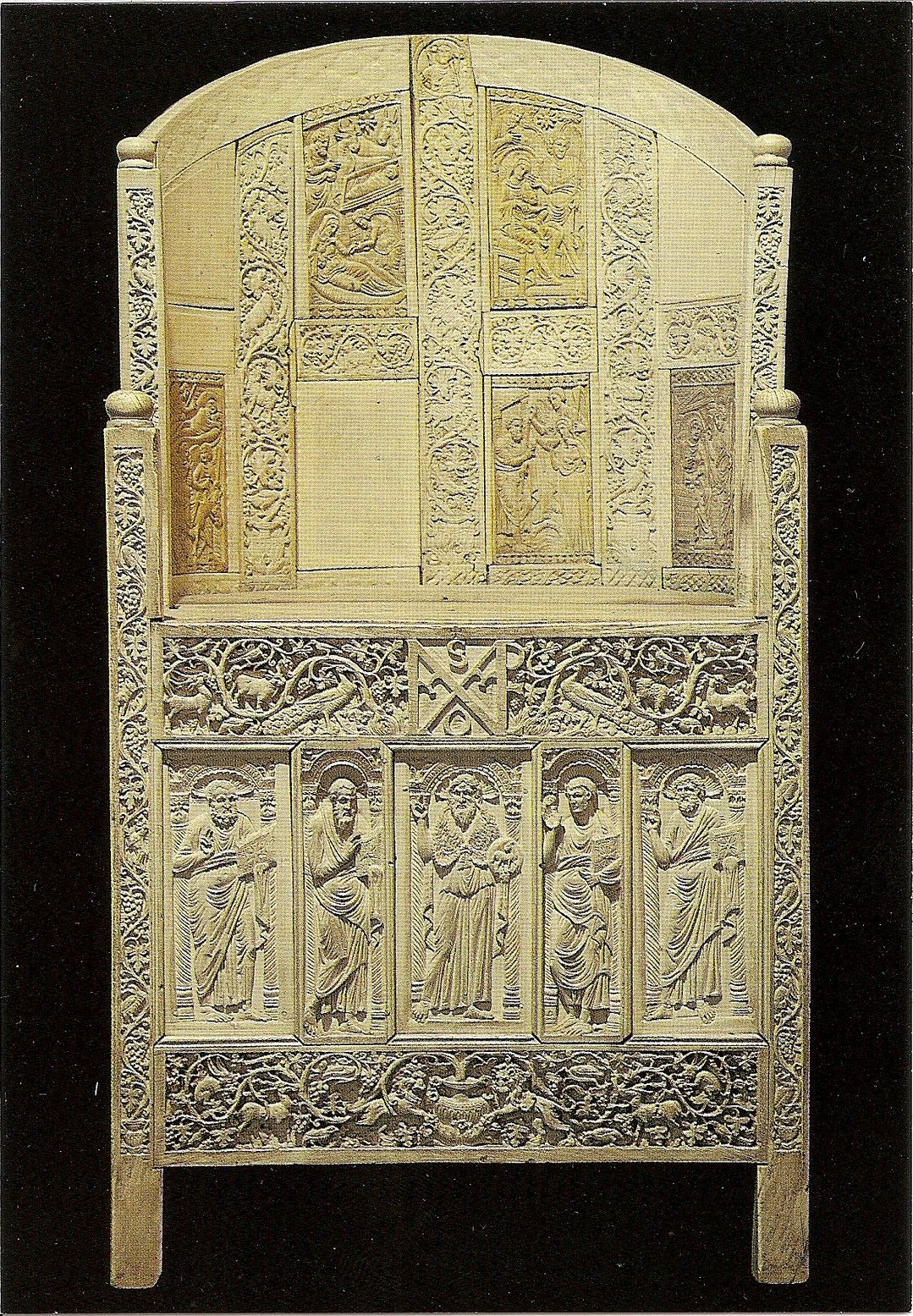
Tron Maksymiana z Rawenny, VI w.
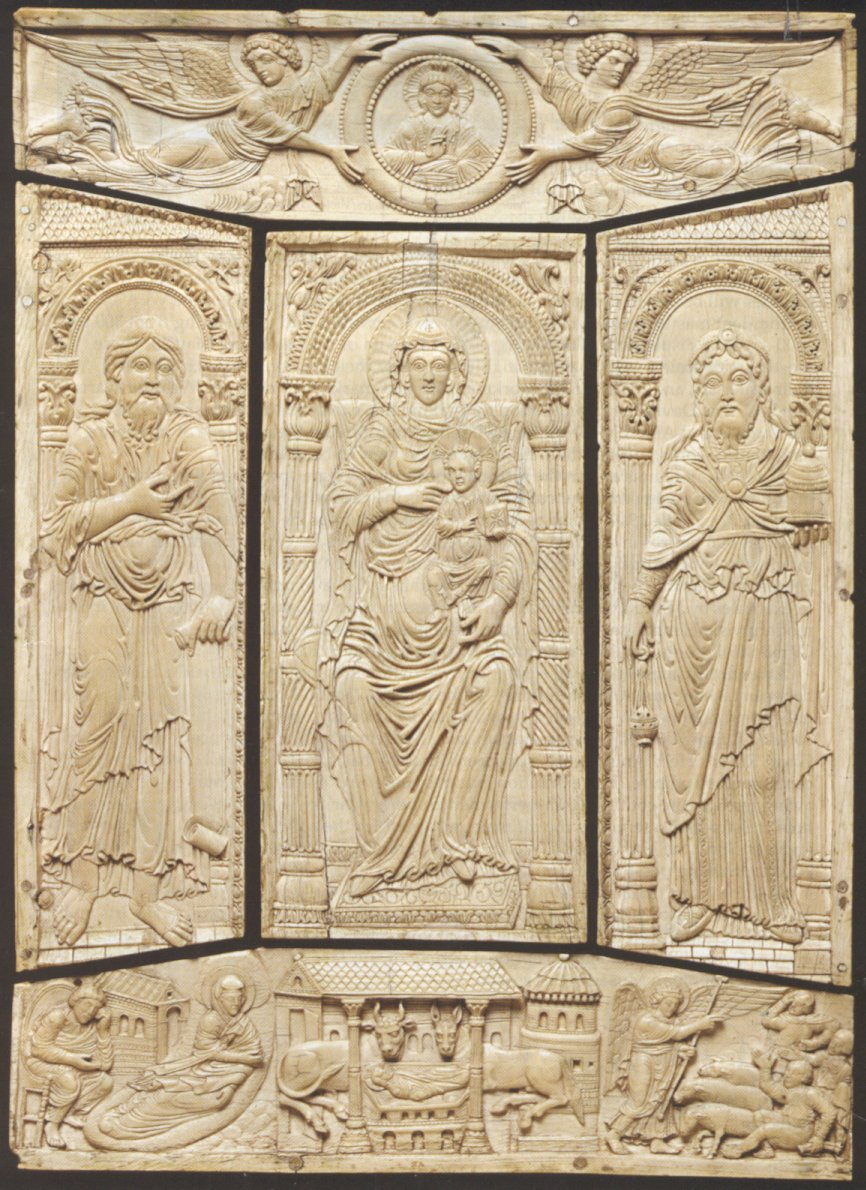
Karolińska oprawa Ewangeliarza z Lorsch, ok. 810 r.
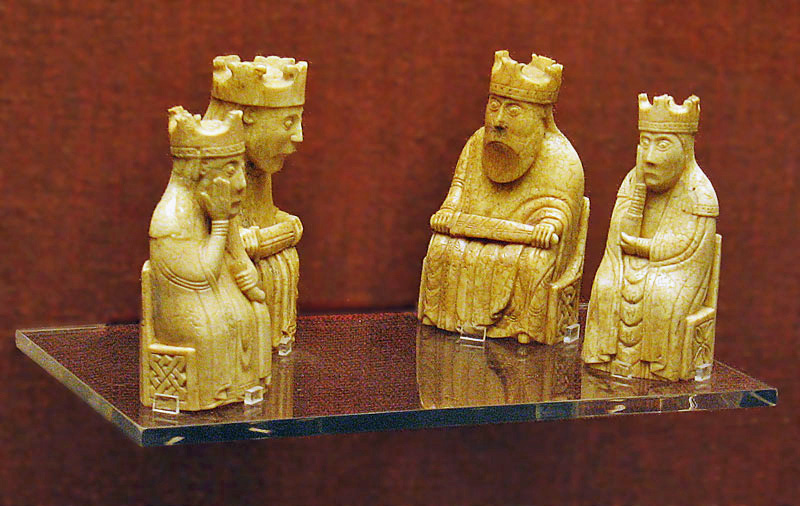
Szachy z Lewis, XII w.
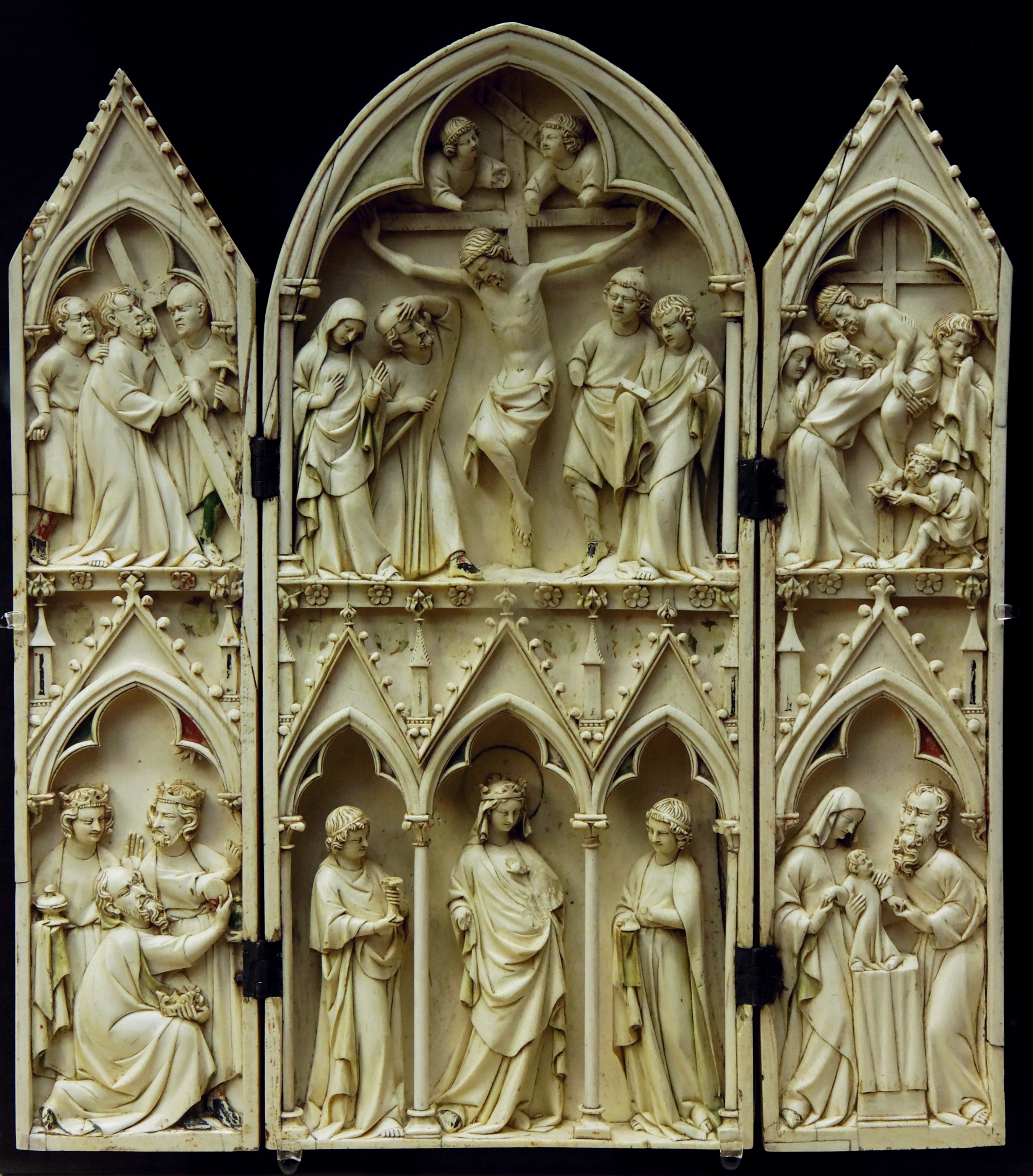
Tryptyk z Dzieciństwem i Pasją Chrystusa, XIV w.

### Nowożytność
Wraz z upowszechnieniem się renesansu w plastyce z kości słoniowej upowszechniły się prócz wątków religijnych i dworskich tematy mitologiczne, rodzajowe, a także portret, przy czym ilość zrealizowanych dzieł z tego materiału w stosunku do gotyku nieco zmalała. Wykonywano głównie płaskorzeźbione medaliony, plakietki, figurki szachowe, naczynia, zestawy stołowe, skrzyneczki, kufry etc. Prace te są często związane z nazwiskami znanych artystów: m.in. Michałem Aniołem, Benvenutem Cellinim, Albrechtem Dürerem etc. Na XVII wiek przypada rozkwit tego typu sztuki, m.in. ze względu na modę panująca na dworach i w arystokracji. W wyrobach z kości słoniowej gustowali m.in. cesarzowie Rudolf II, Ferdynand III, elektorzy sascy Maurycy i August Wettyn, książęta Georg Wilhelm z Brandenburgii, Maksymilian i Ferdynand z Bawarii, Johann Wilhelm von der Pfalz, landgraf Ernst Ludwig von Hesse etc.
Produkty w tym czasie odznaczają się bogatą różnorodnością zarówno pod względem funkcji, jak formy i treści. Tematyka oscylowała wokół mitologii (m.in. wątki dionizyjskie, przedstawienia herosów, muz, amazonek) wątków rodzajowych (m.in. sceny z polowania), historycznych (w tym batalistycznych). Reliefy z kości słoniowej były częstokroć wykorzystywane w złotnictwie, stanowiły implikacje m.in. w srebrnych naczyniach. Oprócz naczyń i zestawów stołowych, puzdr i kuferków, powstawały modele statków, kapliczki i pełnoplastyczne figurki, które częstokroć ustawiano jako dekorację stołową, lub element oprawy ceremonii. Przykładem jest m.in. kufer na monety Elżbiety z Bawarii dzieło A. Meiera z 1624 r.
W XVIII wieku rozpowszechnia się kość słoniowa w przedmiotach codziennego użytku, m.in. w uchwytach sztućców, serwisach stołowych, kufrach etc. Jednym z głównych ośrodków wyrobu artefaktów z tego materiału była Norymberga, gdzie działał warsztat rodziny Zick (Peter, Lorenz, Stephan), który następnie działał m.in. w Pradze, Weimarze, Halle i Wiedniu. Z innych artystów preferujących plastykę z kości słoniowej wyróżniali się Idzie Lobenigk w Dreźnie, Melchior Barthel, działający we Florencji, Berlinie i w Dreźnie Balthasar Permoser, Simon Troger z Monachium, także Leo Pronner z Norymbergi.

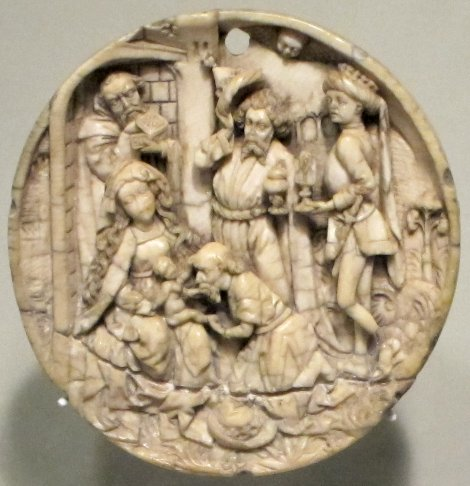
Warsztat dolnoreński lub holenderski, Pokłon Trzech Króli, XVI w.
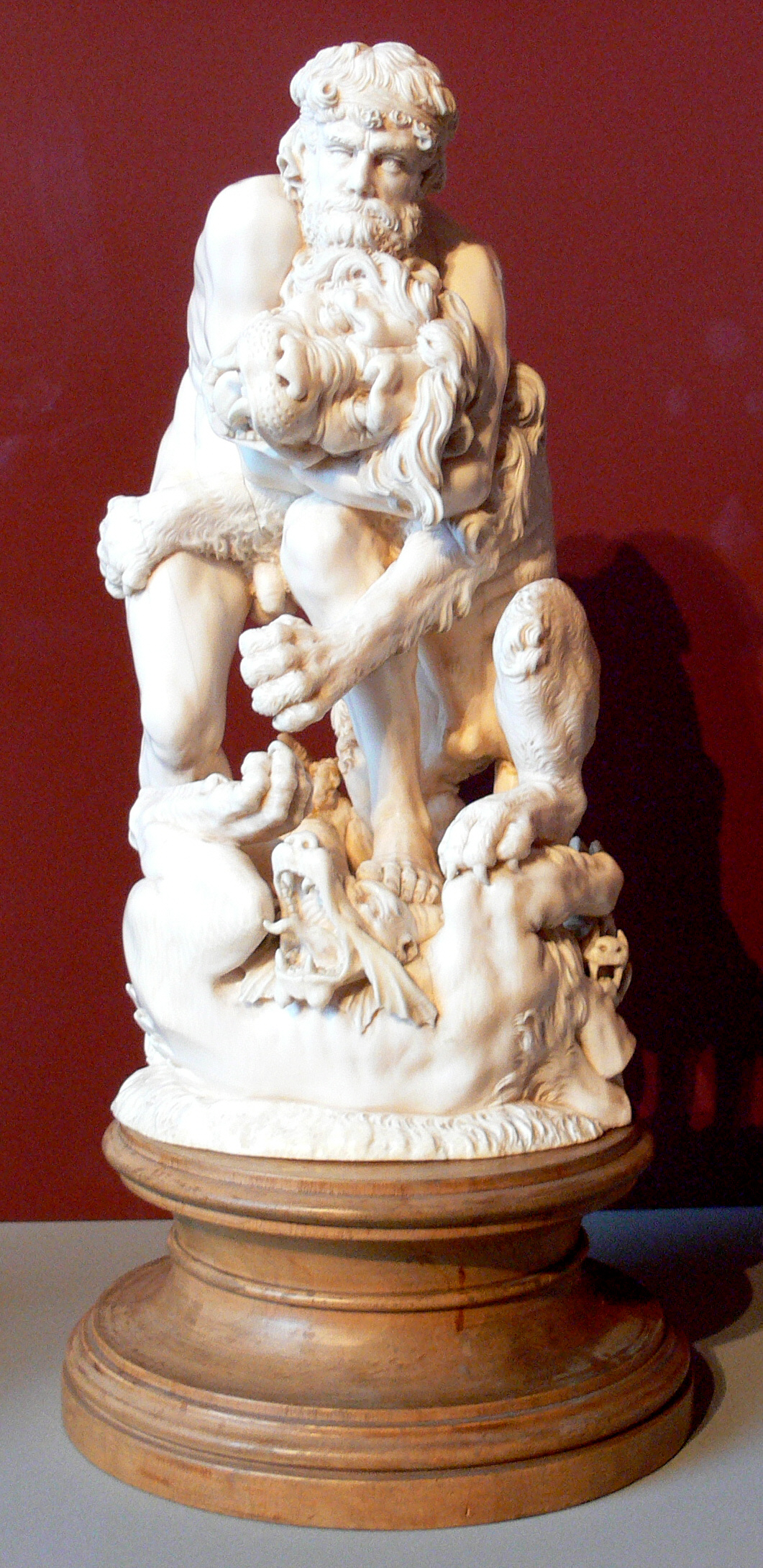
Christoph Maucher, Herkules pokonujący lwa i hydrę, schyłek XVII w.
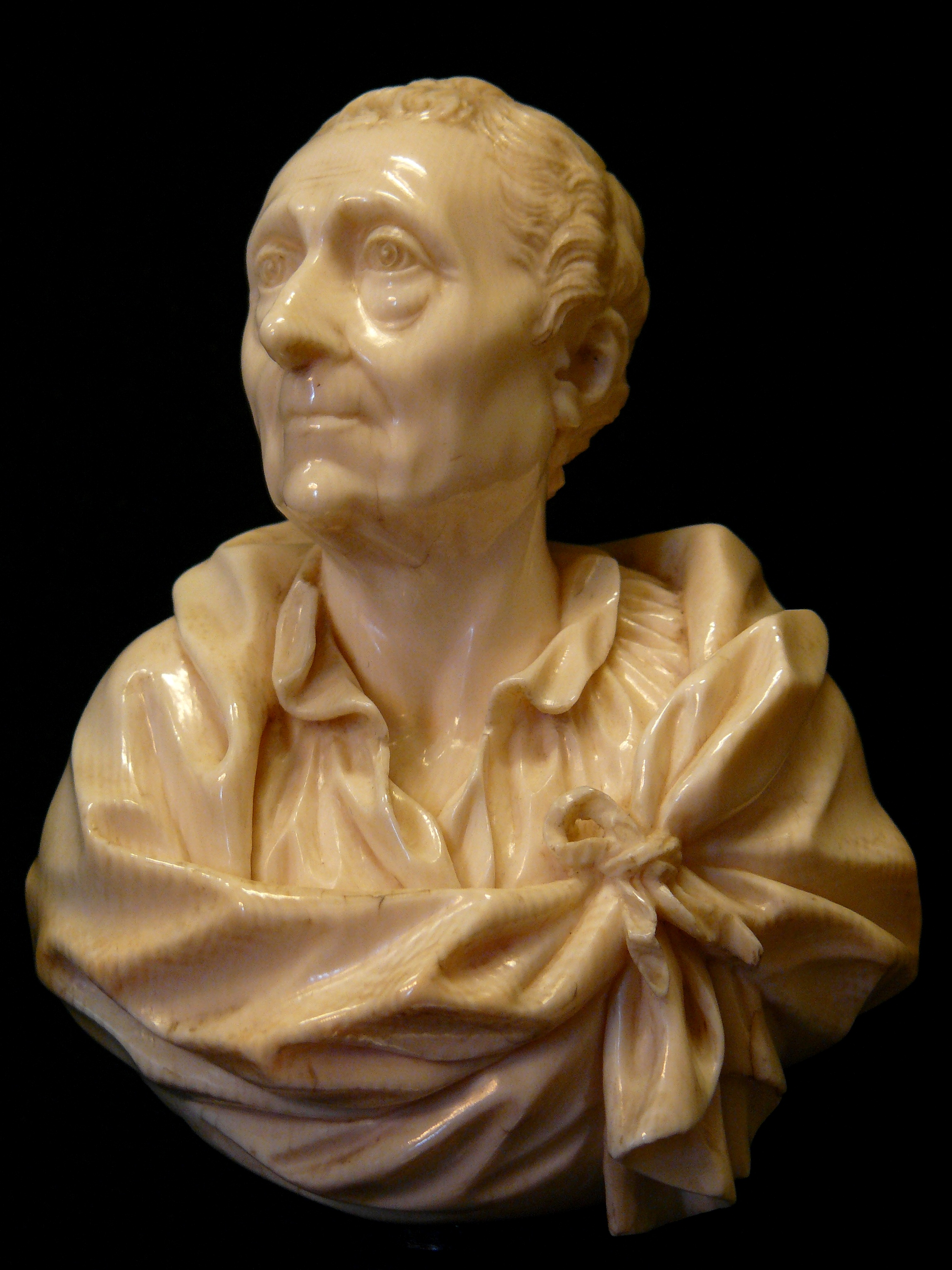
Jean-François Rosset, popiersie Charlesa Louisa de Montesquieu, XVIII w.
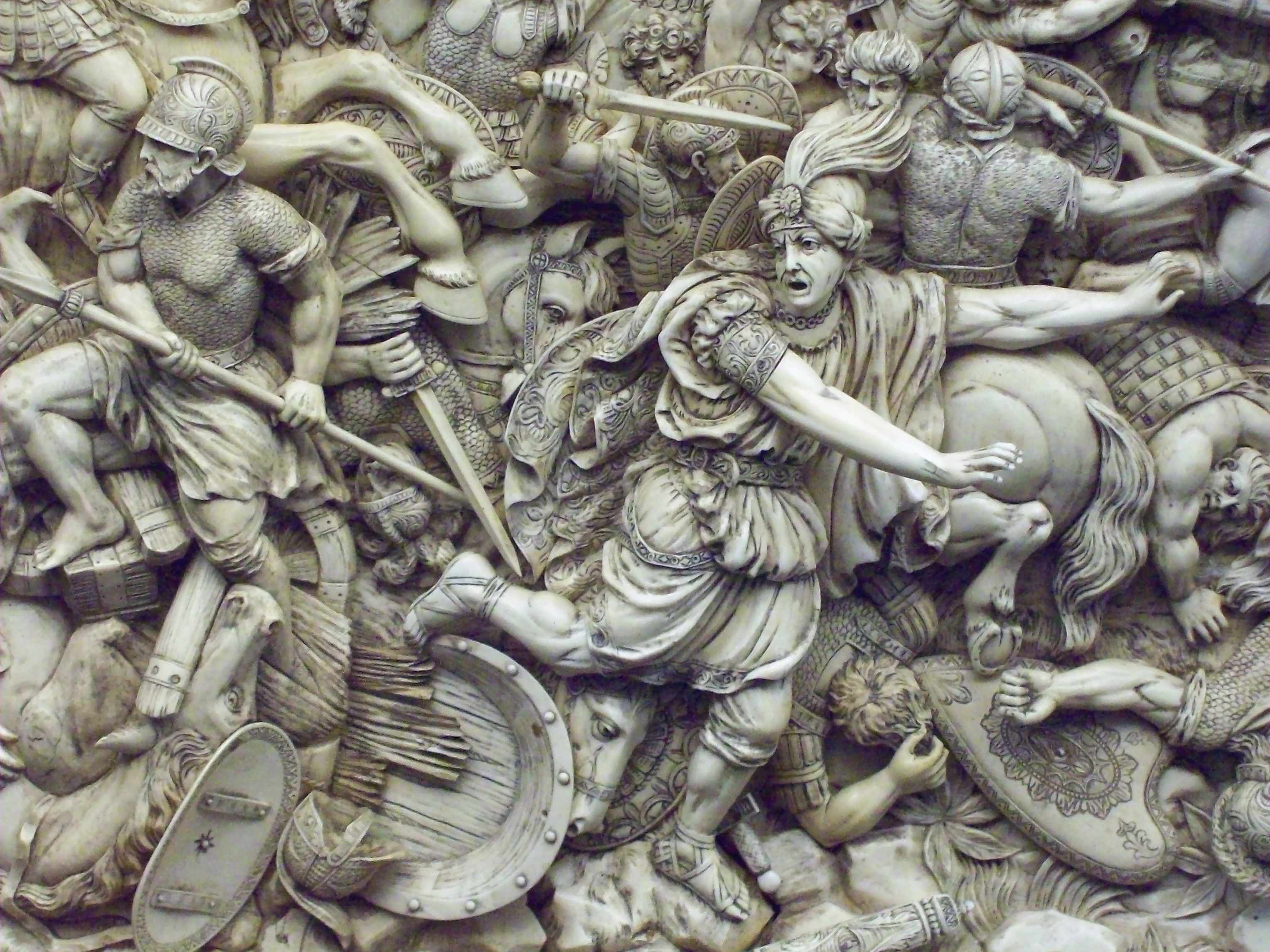
Fragment XVIII-wiecznej plakiety hiszpańskiej z bitwą pod Gaugamelą

### Kultura Islamu

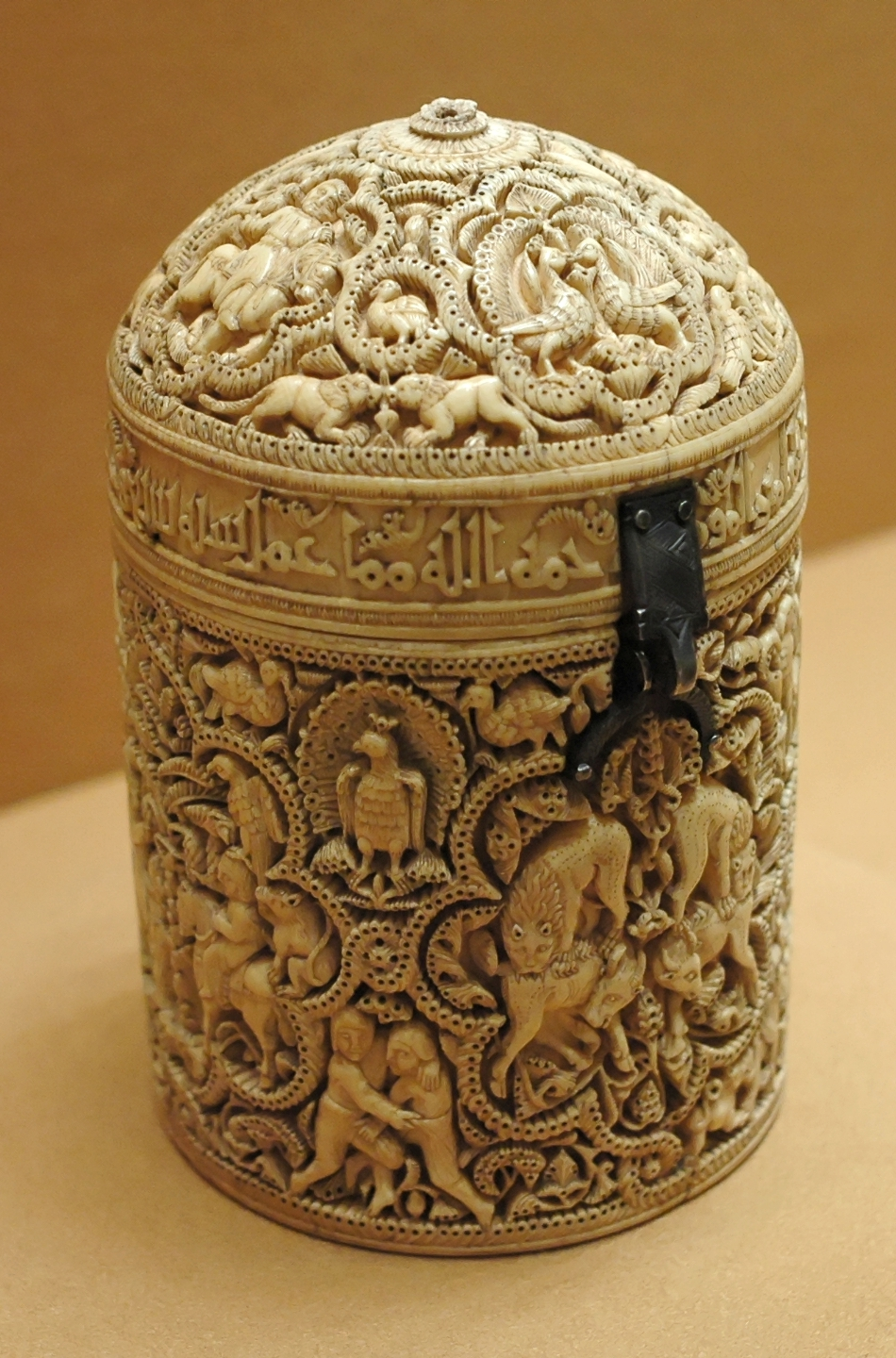
Puszka al-Mughiry. Kordoba, 968. Luwr

Już w średniowieczu kość słoniowa była cenionym materiałem w kulturze islamskiej. Materiał był dostarczany zarówno z Azji, jak Afryki. Upowszechnił się wyrób głównie różnego rodzaju skrzyneczek, kufrów, puzder, pyksisów oraz olifantów. Ze względów ideowych i religijnych wykluczano przedstawienia figuralne, przez co treścią samą w sobie był ornamenty z motywami roślinnymi, zwierzęcymi i geometrycznymi, które przybierały nieraz wysublimowaną formę. Styczność z kulturą i tradycją bizantyjska miała silny wpływ na niektóre formy dekoracji.

### Indie, Chiny i Japonia
Ważnym ośrodkiem artystycznym były Indie, głównie ze względów naturalnych, stąd też pierwsze artefakty z kości słoniowej pochodzą z pradziejów. Jednym z ważnych centrów był Murshidabad w Zachodniej Bengalii. Przykładem jest zespół ozdobnych stołów i krzeseł z Murshidabad (obecnie w muzeum królowej Wiktorii w Kalkucie). Z innych dużych centrów zalicza się m.in. Mysore, Tamil Nadu, Uttar Pradesh i Rajastha w południowych Indiach. Kość słoniowa była preferowana również w sztuce chińskiej. Oprócz słoni materiał był pozyskiwany z żadów, czy rogu nosorożca. Ze względu na występujące w Chinach gatunki słoni, pozyskiwana od nich kość ma różowate zabarwienie, pierwsze artefakty z tego materiału pochodzą sprzed 100 r. p.n.e. Za czasów dynastii Ming wykonywano głównie precjoza oraz figury bogów. Szerszy zakres produkcji następuje w dobie panowania dynastii Qing. Oprócz figurek, wyrobów codziennego użytku (grzebienie, puzdra, kufry) wykonywano m.in. modele domków, świątyń. W XVIII wieku Chiny stały się ważnym eksporterem artefaktów z kości słoniowej. W tymże wieku plastyka z kości słoniowej upowszechniła się w Japonii. Później w okresie Meiji następuje apogeum produkcji tego typu dzieł. Oprócz wyrobów codziennego użytku preferowano netsuke oraz ażurowe kule z bogatą dekoracją ornamentalną.

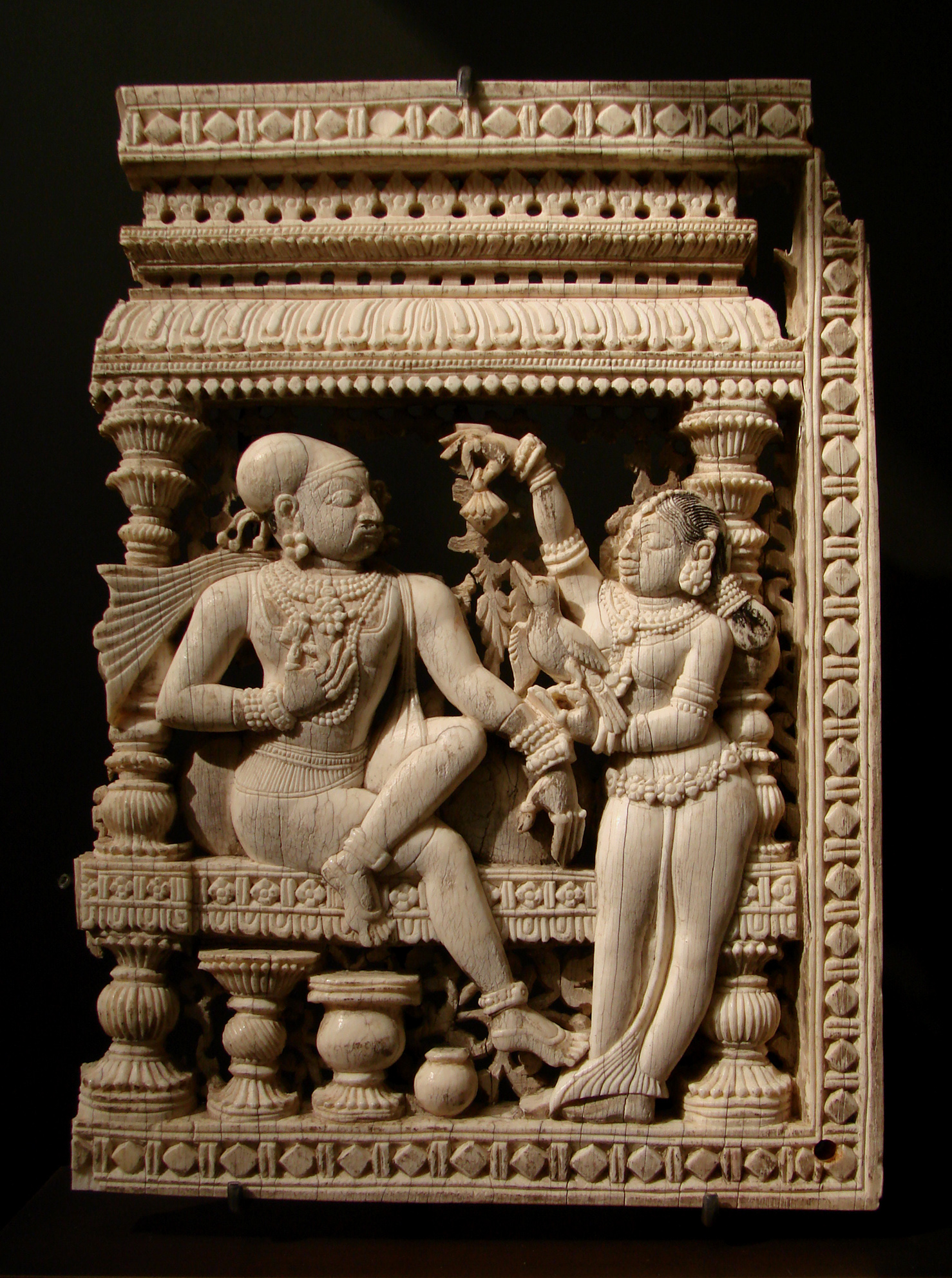
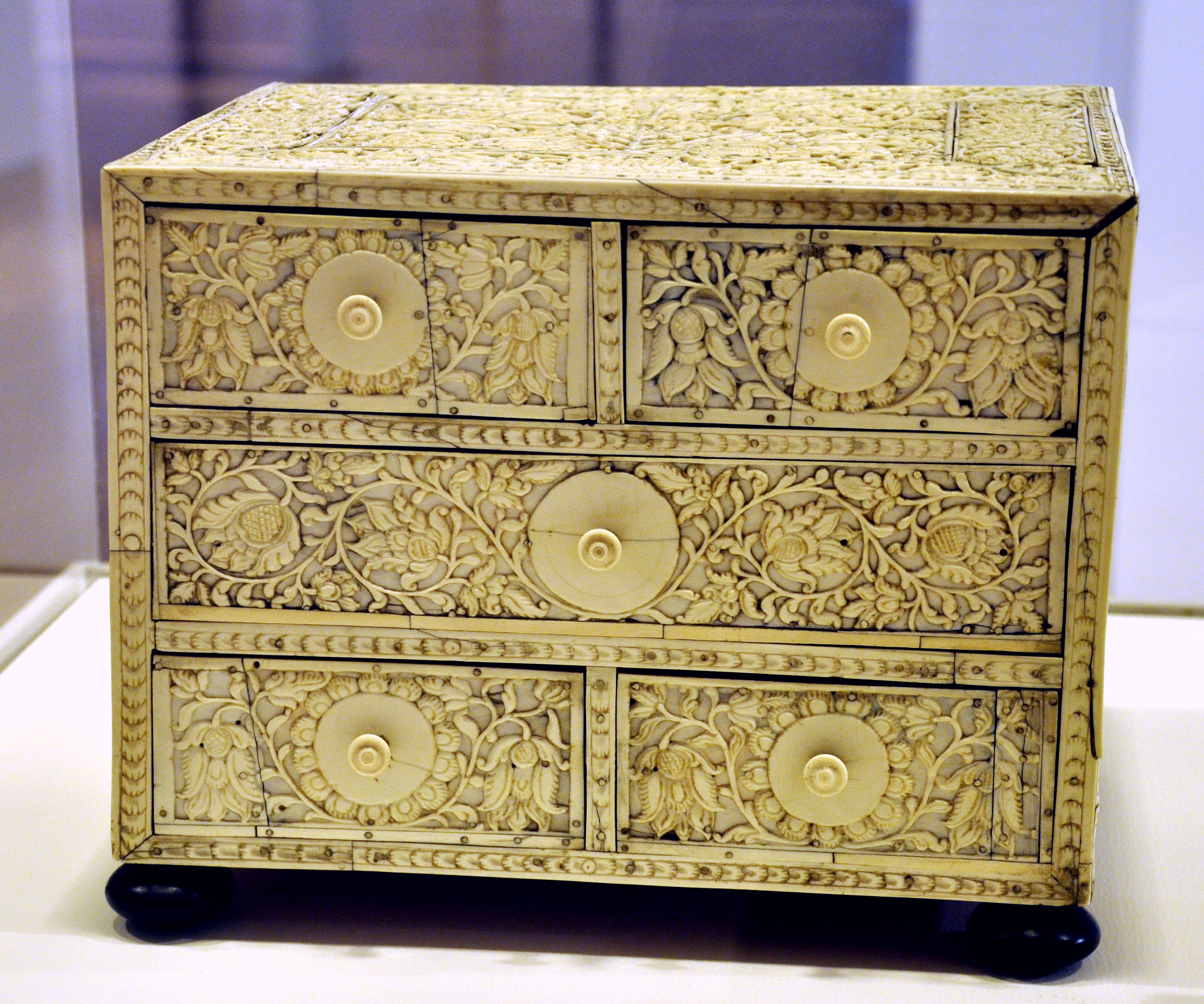
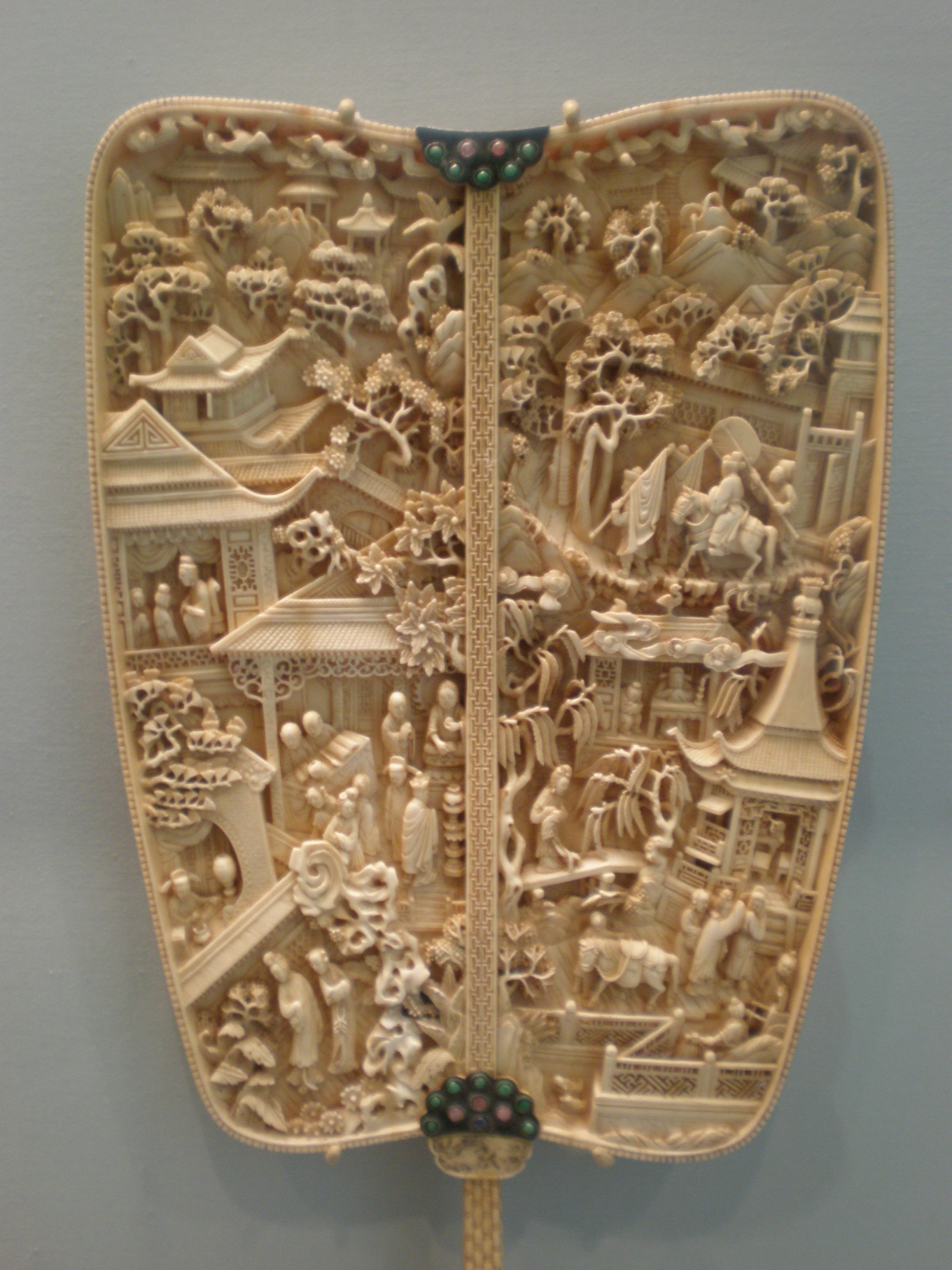
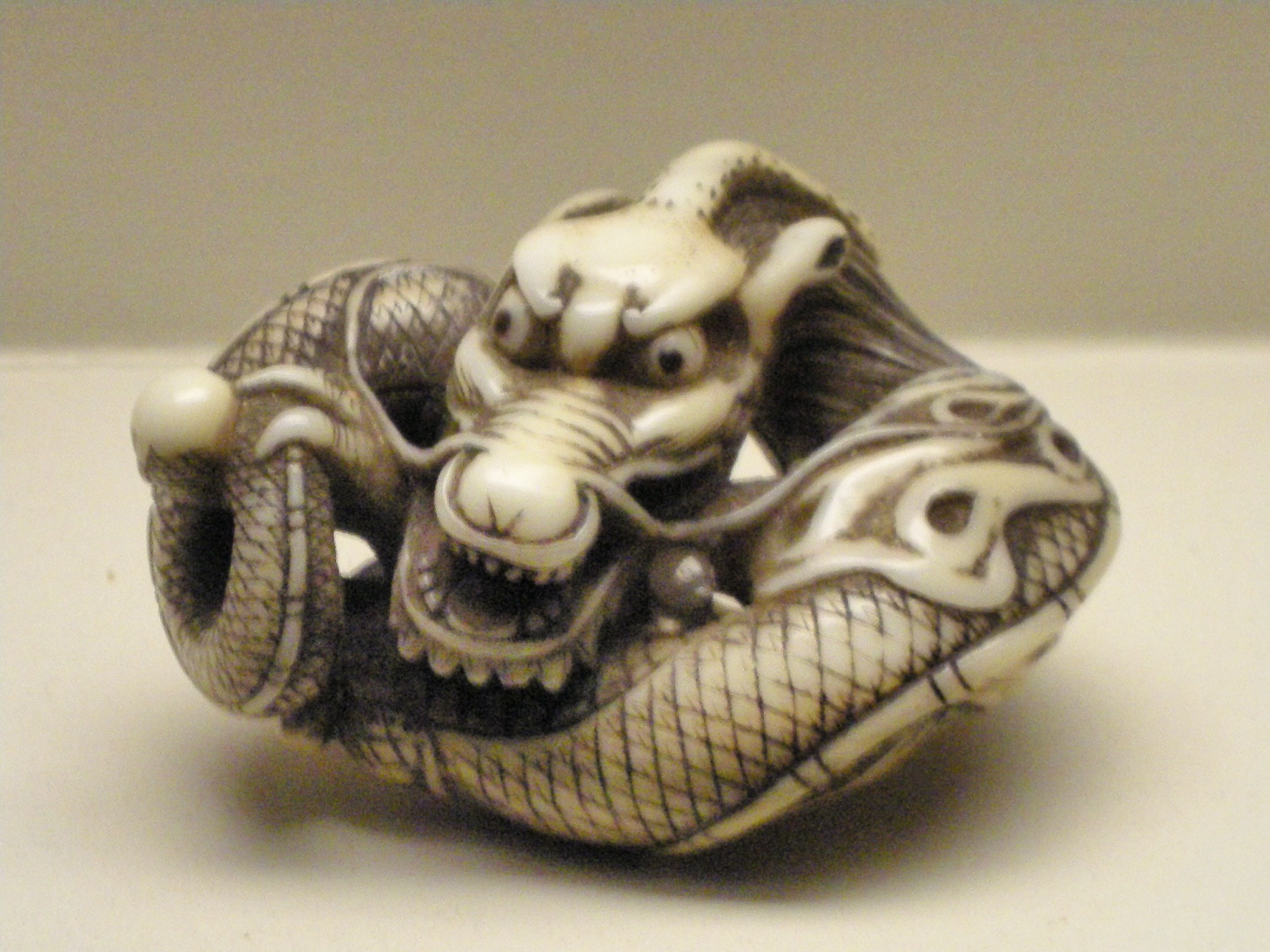

## Galeria

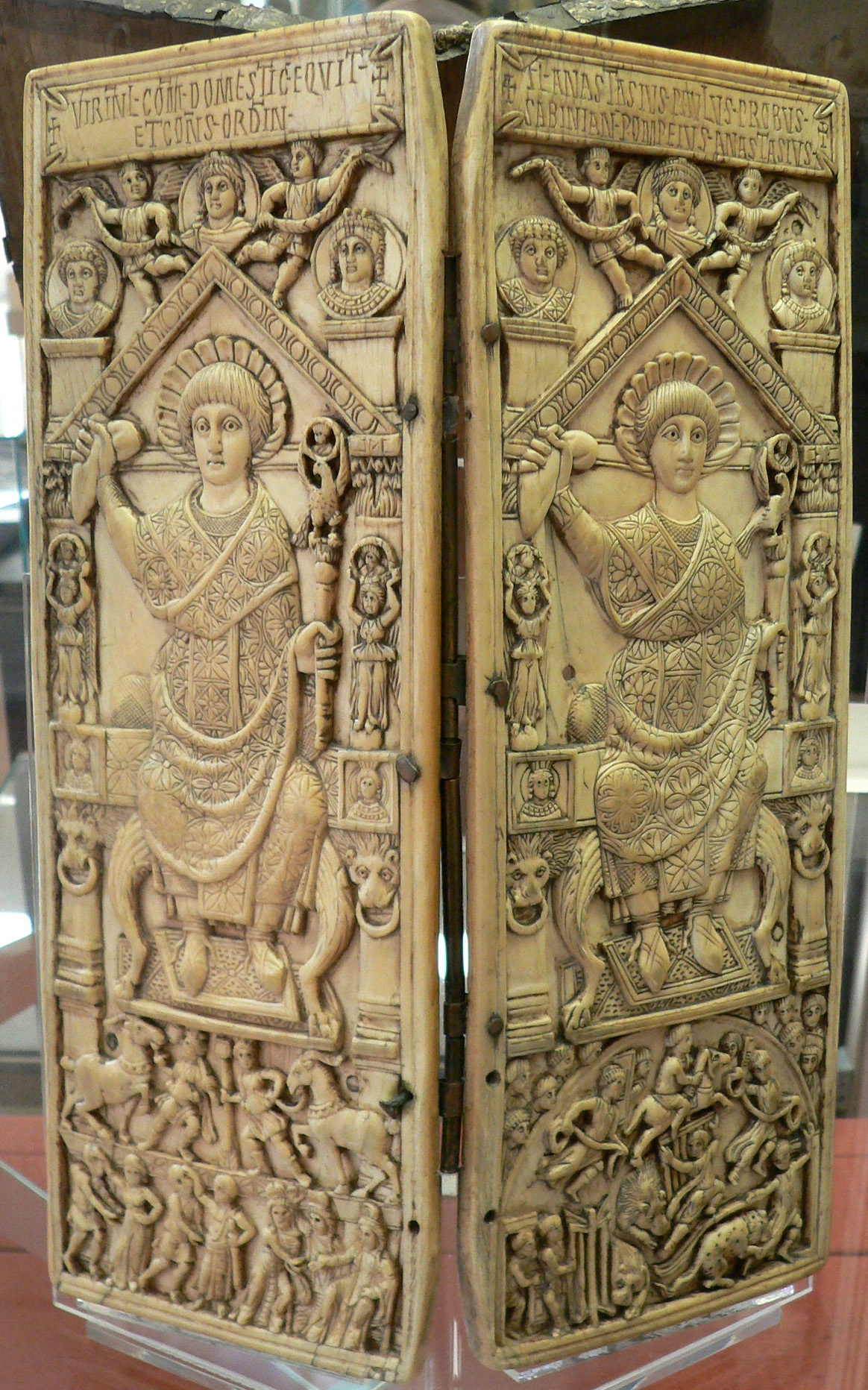
Dyptyk Anastazego i Probusa, IV w.
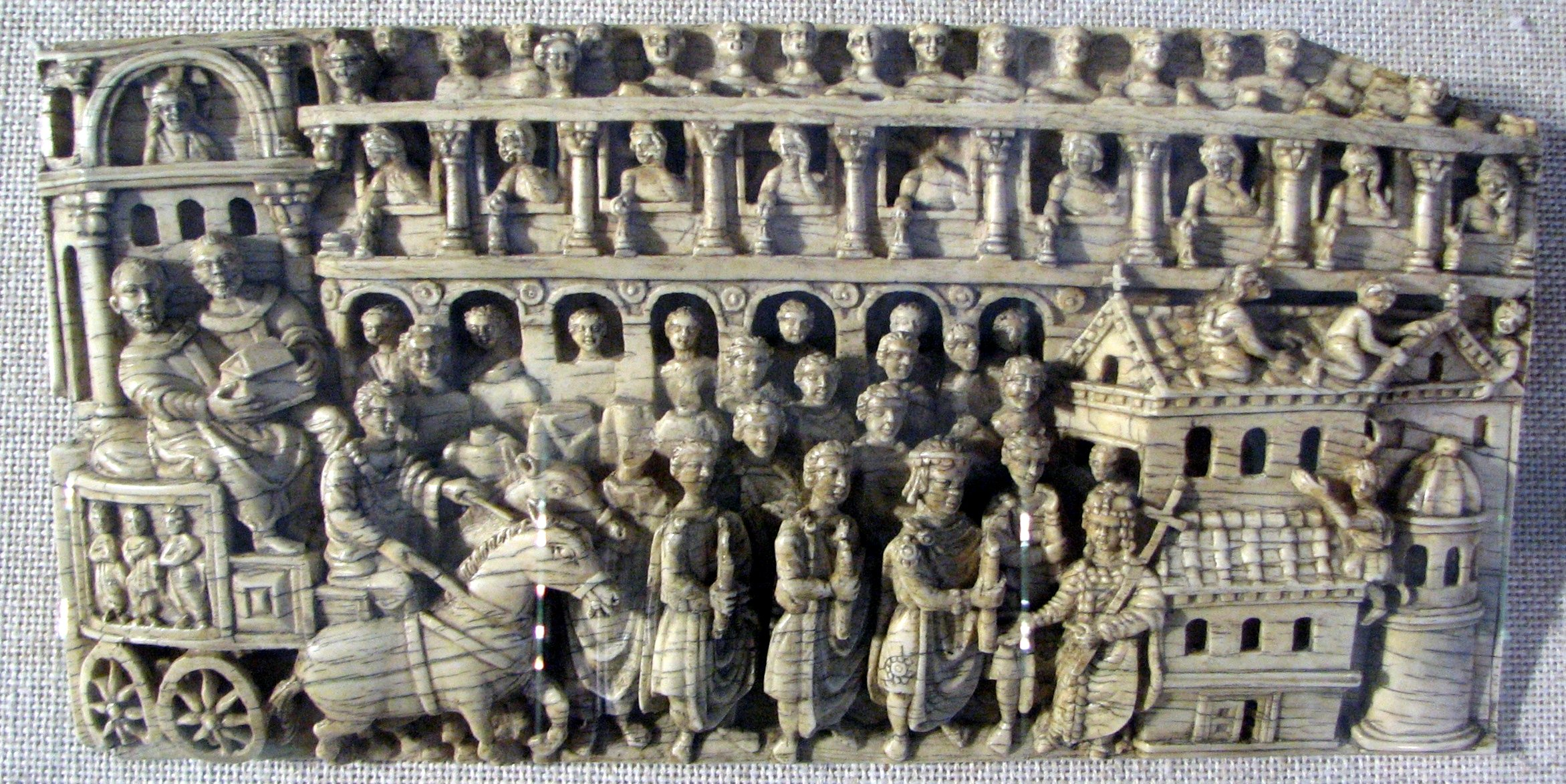
Plakietka ze sceną procesji z relikwiami, V w.
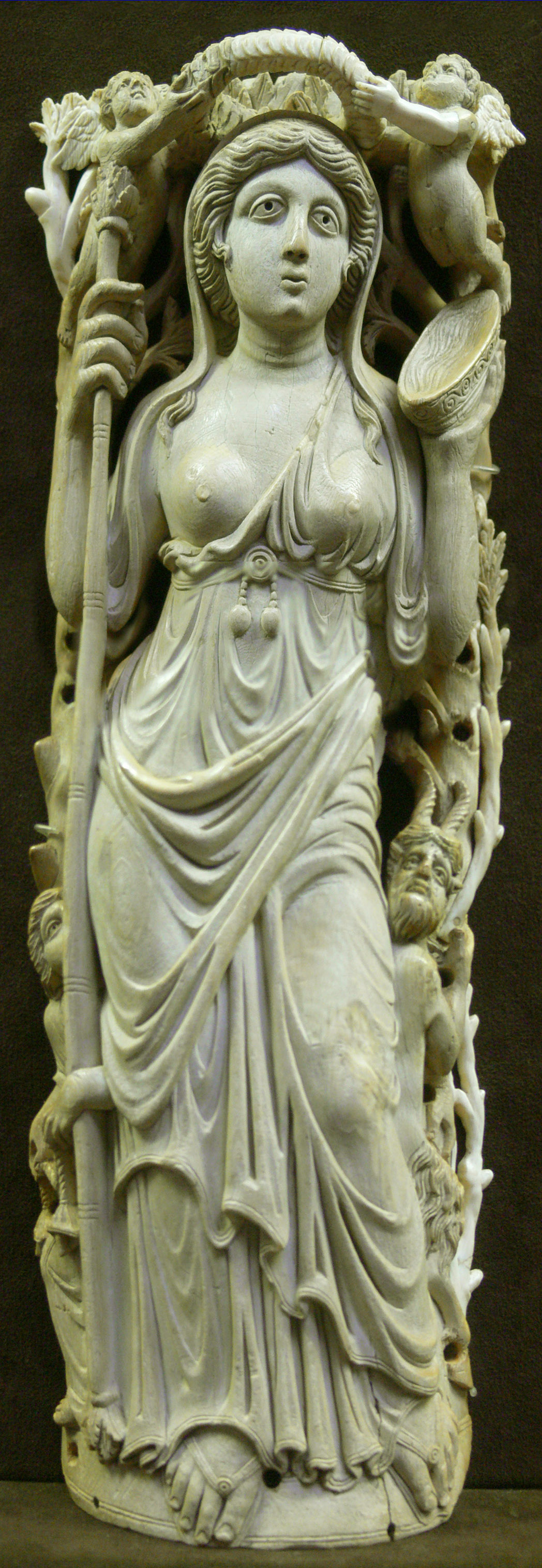
Plakietka z wizerunkiem Ariadny, V w.
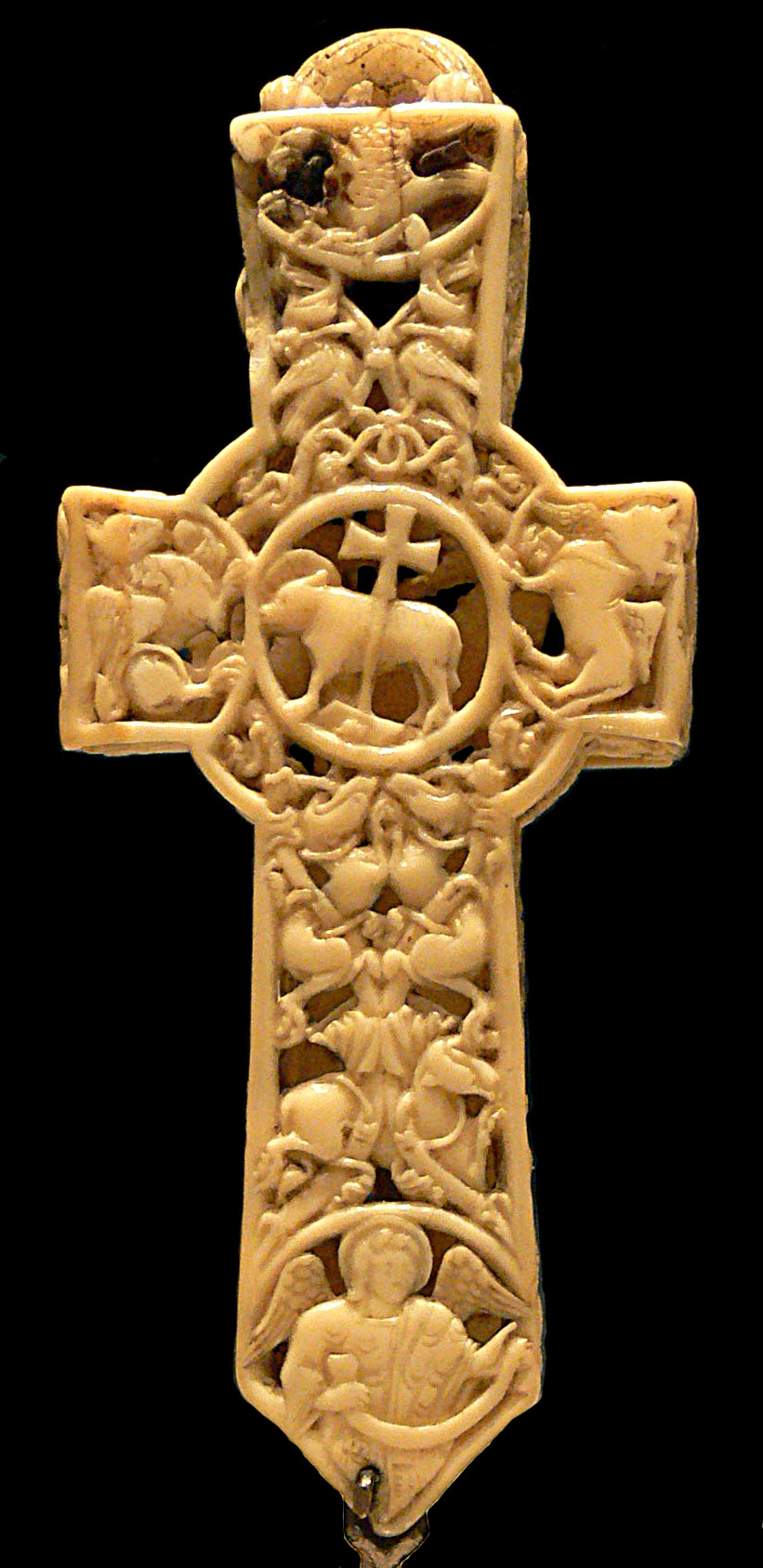
Anglosaski krzyż relikwiarzowy, X w.

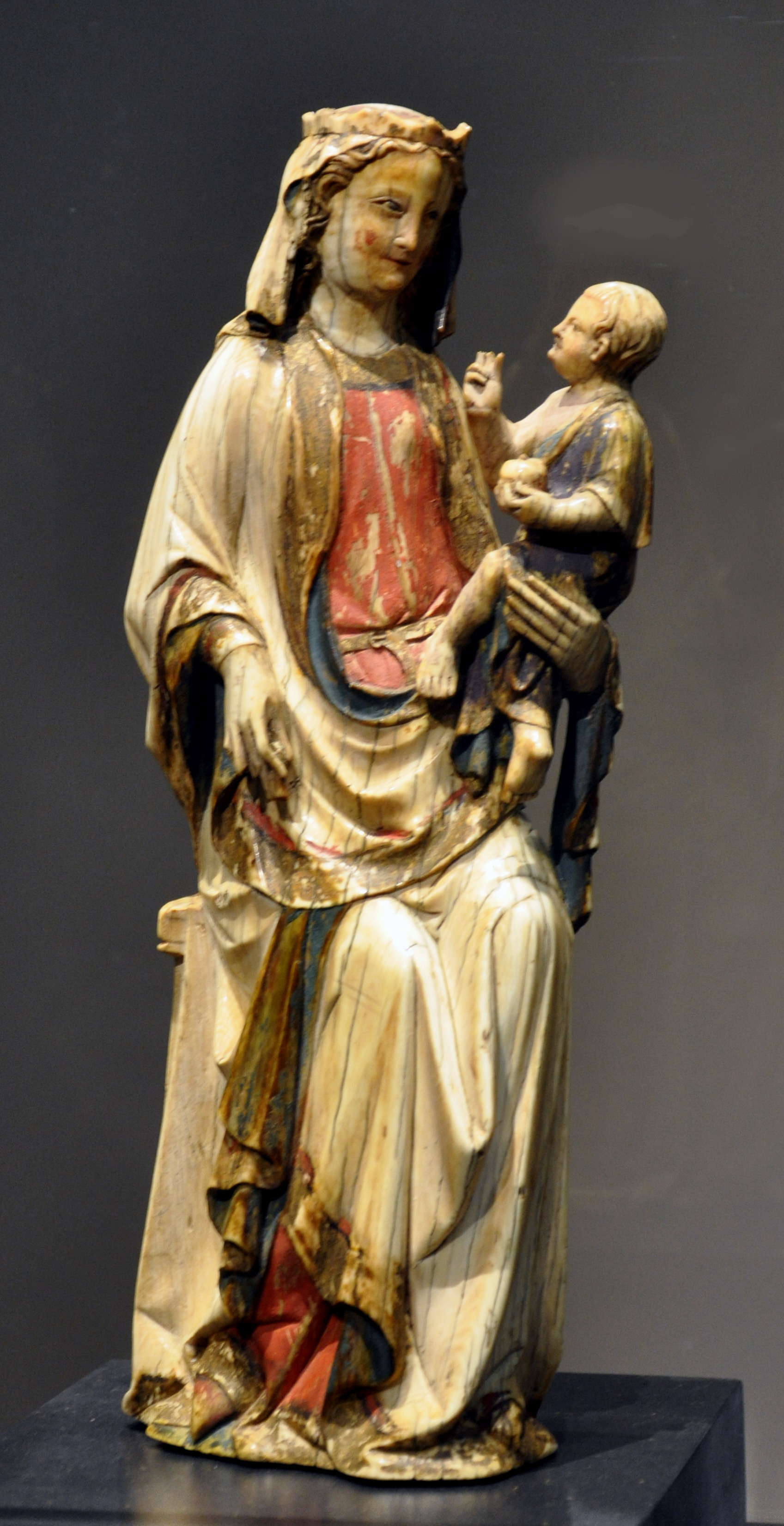
XIV-wieczna Madonna z Dzieciątkiem (wraz z zachowaną polichromią)
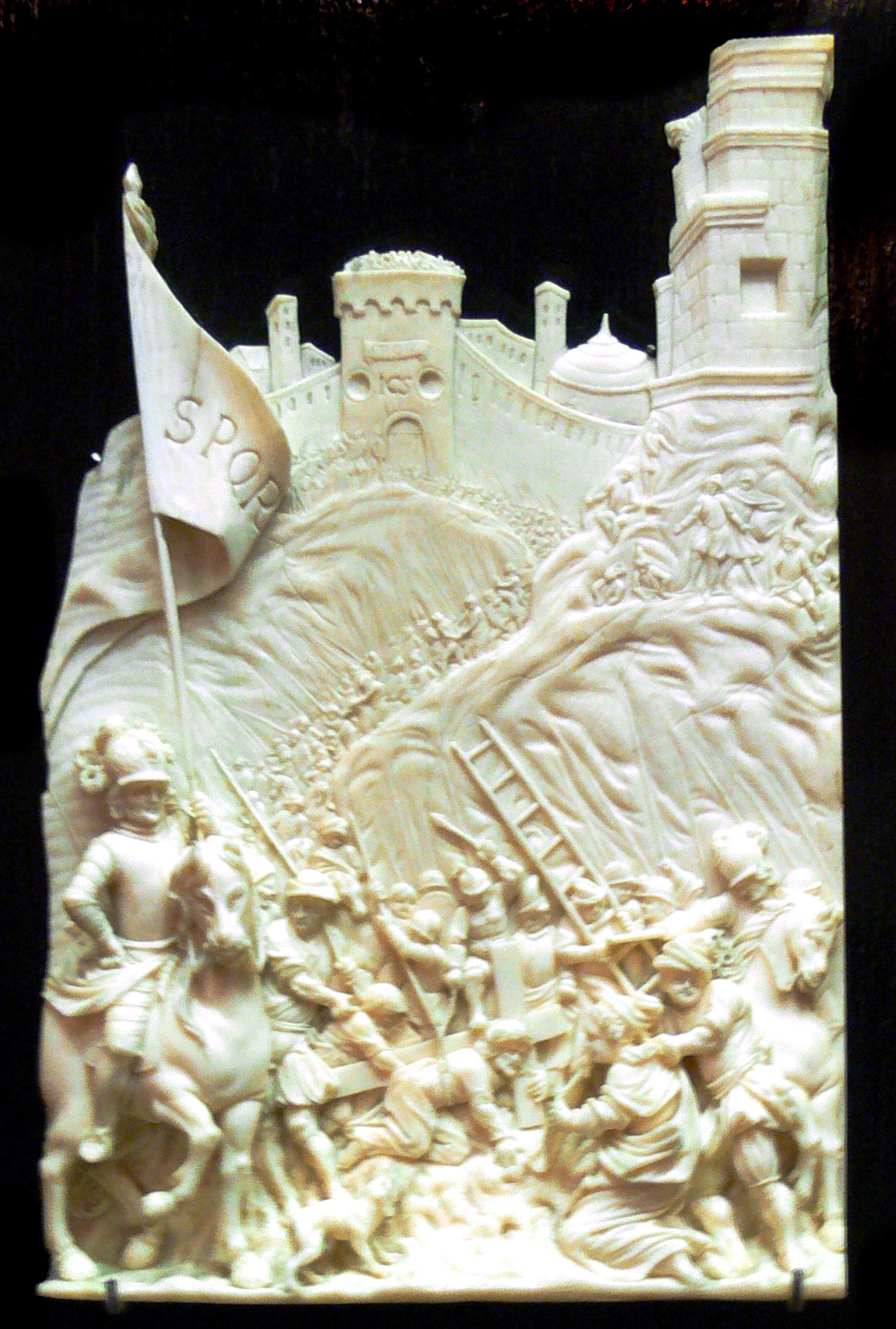
XVI-wieczny relief z przedstawieniem Drogi Krzyżowej
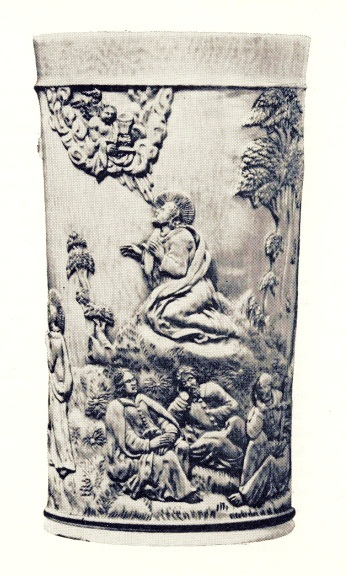
Kubek Władysława IV Wazy, ok. 1630 r.
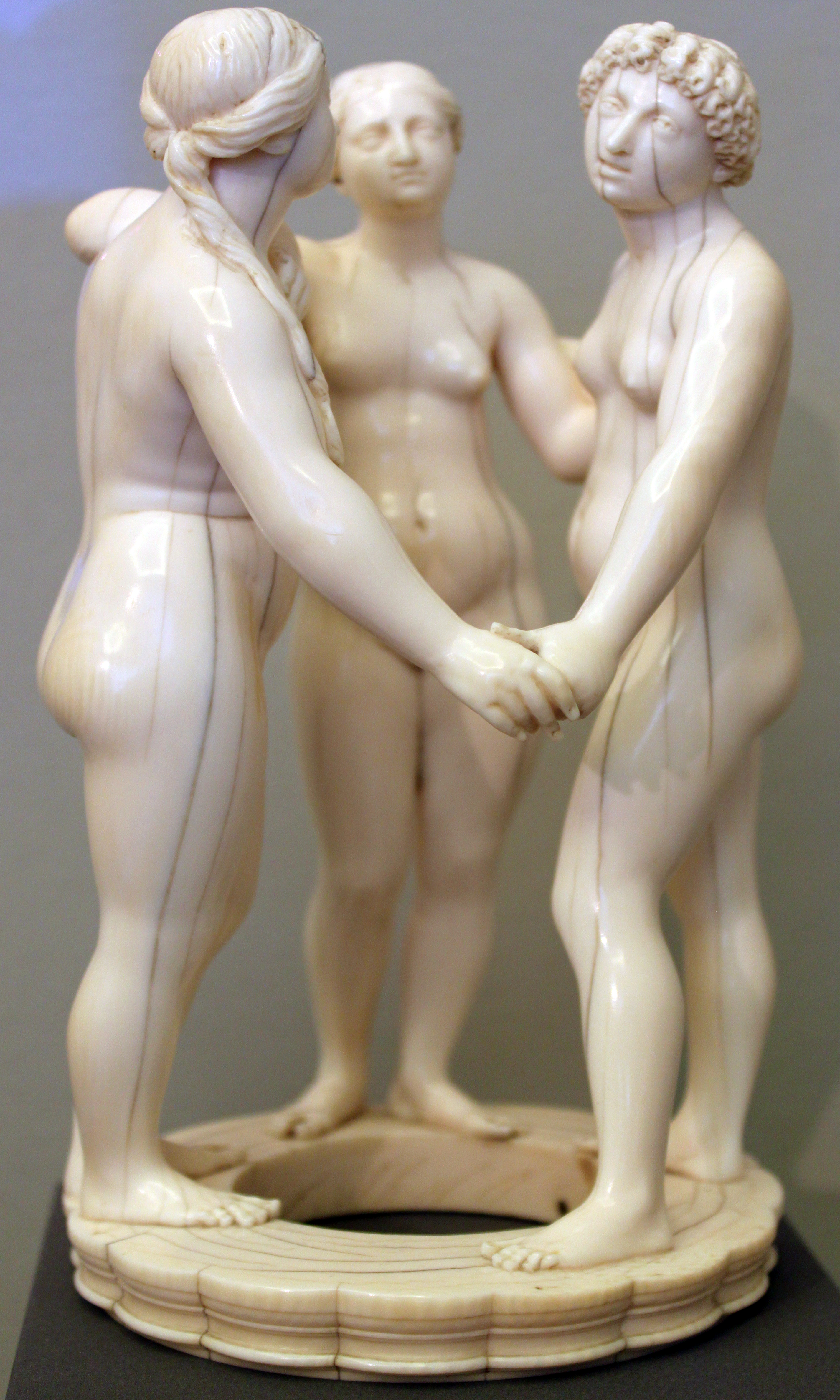
Leonhard Kern „Trzy Gracje” ok. 1630 r.

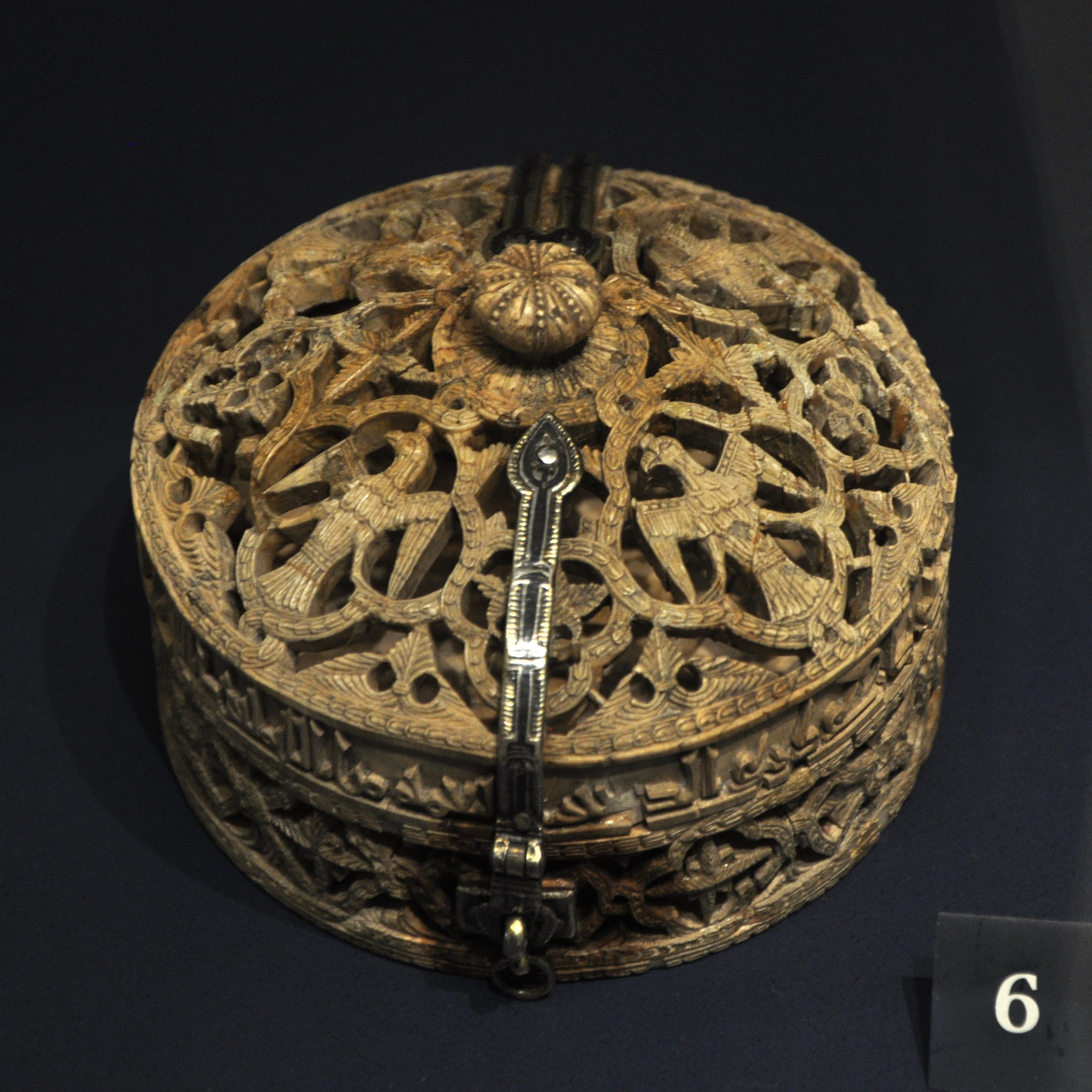
Islamski pyxis, Cordoba, X w.
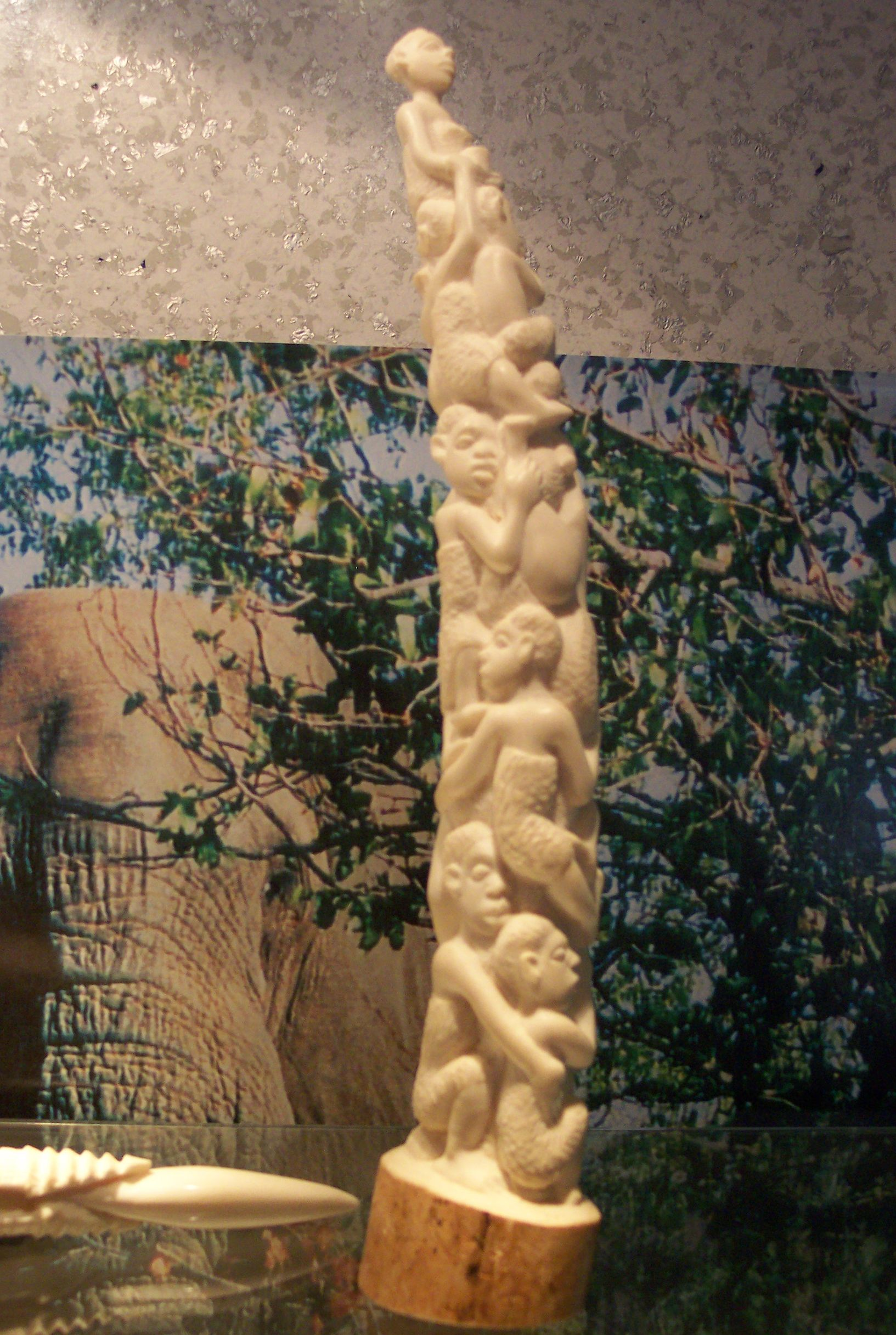